# 岬あずさ
岬 あずさ（みさき あずさ、1998年8月7日 - ）は、日本の元AV女優。アトラクティブに所属していた。

## 略歴
2018年12月にAVデビュー。デビューは知人の紹介がきっかけ。
2019年5月に代表作となる『性格の天才 岬あずさ』（ROOKIE）に出演。8月以降は飲尿などハードコアAV作品にも出演する。これはデビュー前の素人時代から「ビンタ、首絞め、おしっこ」プレイを好んでしていたため。
2020年6月、メンズサイゾーのイメージガールに就任。
同年11月27日、クラブチッタ川崎で行われた「LADY MADONNA-拡大版-I saw her standing there～その時ハートは盗まれた～」ではソロ歌手としてライブステージを行った。また、亜矢みつき、豊中アリスとのユニット「あわびスプラッシュ～In The Sky～」を結成、歌唱した。
2021年「あわびスプラッシュ～in the sky～」を正式スタート。1月24日、東京・レフカダで単独ライブ『あわびスプラッシュ～in the sky～初単独イベント！～ライブハウス武道館ことレフカダへようこそ（仮～）』を開催。2022年6月26日、セカンドシングル発売に合わせ、同グループ再始動を報告。
2022年12月20日、『スカパー!アダルト放送大賞2023』新EXガールズオーディションにノミネート。
2023年1月21日、自身の冠イベント『あずにゃんと一緒♡ (仮)』を同じ事務所に所属する有村のぞみをゲストに招き、東京・レフカダ新宿にて開催。また同年2月18日には、ゲストにSODクリエイトの専属女優・西元めいさを迎え、タイトルを『あずにゃんのおミルクちょーだい』に改め、2回目となる冠イベントを東京・レフカダ新宿で開催。
2023年6月20日、「あわびスプラッシュ～in the sky～」としてライブを行い、イベント売上の一部を「未来支援委員会」を通じ感染症予防、啓蒙団体に寄付した。
2023年11月13日、X(Twitter)にて2024年3月31日をもってのAV業界引退を発表。
2024年2月12週FANZA通販フロアランキングにおいて、出演した『MOODYZファン感謝祭 バコバコバスツアー2024 AV男優発掘＆育成スペシャル!! AV男優を目指す素人16名とAV女優16名の1泊2日大乱交ツアー!』が初登場1位となった。
2024年3月31日、赤羽Enabでのライブをもって、「あわびスプラッシュ～in the sky～」を解散。同日に女優業も引退。
引退後はAD業務についていることを公言している。

## 人物
- AVライター・東風克智は出演作のタイトルから「性格の天才」と評する[5]。
- 初体験は14歳。デビューまでの経験人数は15人くらい[4]。
- 中高一貫の学校でかなりフリーダムな環境で、セックスは普通にみんなしてたし、特別なことではなかった[20]。
- 大学に入学するも、卒業後は、OLになる道しかないような気がして半年で中退。「金持ちになりたい！自分で稼ぎたい！」との目標のもと自分の価値を最大限に活かせる職業としてAV女優を選んだ[20]。
- 事務所の先輩である神納花を尊敬しており、三代目・葵マリーは2人の関係性を「追いかけている」と表現している[21]。
- ドグマ作品では、自分をコントロールできないくらい憑依されてしまうことがあり、普段は、潔癖ぎみな性格なのに吐瀉物をあびることも抵抗がなくなってしまう[22]。

## 出演作品

### アダルトDVD
- 田舎から都会に引っ越して一年、失恋して一カ月、今日、ワタシはAV女優になります。 19歳マジ純朴素人AVデビュー（12月1日、MOODYZ）
- Fカップ現役女子大生 あずさちゃん19歳 kawaii*デビュー 初イキ直後も突かれまくってイカされまくるおっぱいプルンプルン連撃ピストンSEX（12月25日、kawaii*）※「あずさ」名義
- はじめてのナマ中出し（12月25日、本中）

- マジックミラー号 田舎からやってきた修学旅行生未発達オマ○コはデカチンが入らずに大苦戦!そこでおじさんクンニをねっとり30分!ゴムずれの痛さを無くすためにゴム外しも?!（1月24日、SODクリエイト）※「あずき」名義 全7名
- 「私…学生時代、躰に刻み込まれた性調教の傷が、また疼き始めたの…」 幸せだった若妻の過去は、聞くに堪えないほど悍ましい、輩どもの慰みものにされる毎日だった…（1月25日、オーロラプロジェクト・アネックス）
- 「『私のパンツ見ながらシコってもいいよ』隣のお見舞いにきた彼女さんはパンチラで挑発するヤりたがり性欲女」VOL.2（2月7日、DANDY）全3名
- おじさん…あずさのオマ○コとおばさんの…どっちが気持ちいい? 都会で性に目覚めた姪っ子の膣内でチ○ポの感触を愉しみながら腰を振りまくるものすごい汗だく中出し騎乗位（2月19日、エムズビデオグループ）
- スパンガール（2月22日、GIGA）
- あの頃、制服美少女と。（3月1日、ドリームチケット）
- Ma○ko Device Bondage 鉄拘束マ○コ拷問 VII（3月7日、グローリークエスト）
- 金持ちの豪邸を支配して中出し地獄! 服従のメイド孕ませ輪姦（3月7日、PREMIUM）
- 抜かずの連続中出し… 超エンドレスピストン!! イキ過ぎヤリ過ぎ痙攣FUCK!!（3月8日、クリスタル映像）
- 思春期の教え子といつでもどこでも追撃ピストンでイったら中出しできる学校（3月13日、MOODYZ）
- 「2番目でいいから、ずっと好きでいて…」 教え子に中出し妊娠を迫られる不倫で狂った愛の日常〈第2章〉（3月21日、ひよこ）
- 汗だくトレーニングジムNTR 〜俺の職場に通い始めた妻がいつの間にか絶倫チ○ポを持つ先輩に寝取られていた〜（3月25日、マドンナ）
- 華奢な彼女が僕の留守中にレ○プ魔から首絞めネトラレされていた。（3月25日、ダスッ!）
- 昔、一緒にお風呂に入っていた幼なじみとソープで再会。お互いのカラダの成長に性欲が爆発して何度も中出ししまくった（4月1日、MOODYZ）
- 禁欲生活で性欲が爆発して男を監禁! W痴女の逆サンドイッチ種搾りSEX ひなた澪 岬あずさ（4月1日、Fitch）
- 教師W不倫NTR 絶頂ドMイラマチオ性交（4月7日、BeFree）※「あずさ」名義
- ザ・マジックミラー 顔出し！女子大生限定 2枚組8本番！徹底検証！リア友の素人大学生が2人っきりの密室内で初めての相互オナニー 6（4月7日、ディープス）全8名
- ツンができなくて、デレデレ甘々に成長した妹が、妙にエロくてダメだとわかっていてもマ○コに挿入したらハマった。（4月11日、SWITCH）
- 上下左右チ○ポで囲まれる中、愛しの彼氏のチ○ポを当てろ! 〜もし間違えたら彼氏の目の前で他人棒4連続輪姦発射!〜（4月11日、SODクリエイト）全4名
- 訪問先で媚薬チ○ポを即ハメされて抵抗するも絶頂が止まらない敏感女 3 〜配達員、ピザ屋、乳飲料配達、出張ヨガ、クレーム対応OL〜（4月11日、ナチュラルハイ）全5名
- あなたがいない間に義父にレ×プされました…（4月13日、溜池ゴロー）
- 背後から膣奥深く侵入する鬼畜チ○ポにイキ堕ちる危険日孕ませバック痴漢（4月25日、本中）
- キモい官能小説家にペット志願する乳首のキレイな女編集者 4（4月25日、セレブの友）
- 接吻乳首責めレズビアン 〜コーチの卑猥なレズキスニップル調教〜 岬あずさ 神納花（5月1日、Fitch）
- 親族相姦 きれいな叔母さん（5月1日、VENUS）
- 「女性はカラダのどの部位を舐められると最も感じるのか?」をSOD女子社員同士が真面目に検証した結果 柔らかな舌先で性感を高めあい快感が倍増、2分間で平均10回以上持続的オーガズム! SOD性科学ラボ レポート10（5月9日、SODクリエイト）※「東水咲」名義 全5名
- 痴漢師に服の中で乳首をイジられ敏感すぎて抵抗できない美乳女 3 女子○生SP（5月9日、ナチュラルハイ）全4名
- 「『私、貴方のお父さん苦手かも…』息子の初めて出来た彼女に媚薬を飲ませ寝取った嫌われ最低親父の日常」 生意気な女子○生が涎を垂らして発情!イキ潮吹き!さらに彼を裏切り中出し懇願!（5月9日、DANDY）
- マジックミラー号バラエティ 新人OLさん対抗野球拳 勝てば100万円、負ければ‥中出しマシンバイブ（5月9日、サディスティックヴィレッジ）全5名
- ボクだけのご奉仕メイド（5月10日、クリスタル映像）
- 最高の快楽で男を喘がせる口淫ベロキス×長舌フェラチオ×ご奉仕淫語SEX 神納花 岬あずさ 葉月桃（5月13日、セレブの友）
- 究極の腰使いを駆使する現役女子大生（5月17日、S級素人）※「あずさ」名義
- 部活女子●生限定! ブルマ(陸上部)・レオタード(体操部)・競泳水着(水泳部)・アンスコ(テニス部)を着たまま股おっぴろげ正常位SEXしてもらえませんか?（5月17日、赤面女子）全4名
- 性格の天才 性格、性癖…良好!（5月19日、Rookie）
- 【完全撮りおろし】 変態おじさんが秘かに撮り続けた珠玉の手コキ・フェラ映像を一挙公開。ひよこ女子13人24射精400分SPECIAL!（5月23日、ひよこ）全13名
- 専門学生限定!「童貞くんの射精のお手伝いをしてもらえませんか?」 勃起薬を飲んだ童貞くんのチ●ポは無限勃起で絶倫状態!  心優しい女の子が何度も発射させる童貞喪失筆おろし連続射精SEX16発しちゃいました。（5月25日、ナンパJAPAN）全4名
- サカリ（6月1日、中嶋興業）
- 母の親友（6月1日、VENUS）
- 「やめて! そんなところ…」 イクまでおじさん部下にアナルを舐められ続けた女上司（6月6日、ナチュラルハイ）全3名
- 現場中の無防備なパンチラに発情したスタッフや男優にレイプされても「今日からお前のことをえこひいきしてやるからな?」と言われたら歯を食いしばり、声も出せずに泣き寝入りするしかないサディスティックヴィレッジの女AD（6月6日、サディスティックヴィレッジ）全6名
- 「ちょっとお姉ちゃん!ボクのチ○ポで勝手に何やってんの!」 酔っ払ったお姉ちゃんがボクにまたがり強制素股状態!しかもヌルヌルでズボッ!生挿入&生中出し! ボクのお姉ちゃんはキャリアウーマン。毎日大忙しで仕事の帰りが遅くストレスが溜まりまくり!お酒を飲まないとやってられない時は家で酒を飲み酔っ払ってボクに絡んでくる。しかも、姉はエッチも全然していないらしく性欲も溜まりまくり!だから深酒した日は特にヤリたいモードになるらしく、弟のボクにまたがってアソコを擦りつけてきてオナニー?をしてくる。これだけで我慢できなくなった時は自分のパンツを脱ぎ、ボクのパンツも脱がされお互いの股間を擦り合わせて素股状態に…!「そんなに擦ったらお姉ちゃん挿っちゃうってば!」と言っても姉の動きは止まらず、ヌルヌルでズボッと生挿入!生挿入しちゃったらあまりの気持ち良さに拒否することはできず何度も生中出ししちゃいました!（6月7日、Hunter）全5名
- 会社の飲み会後、終電を逃して家に泊めた同僚であり親友の彼女。言葉巧みに口説いて、朝まで何度も何度もハメていたら、ボクのエッチにすっかりハマってしまい、心配して自分を探しにきた彼氏(親友)に隠れてまでボクにエッチを求めてきた!（6月7日、お夜食カンパニー）全4名
- 連休中に帰省した妻の妹とカラダの関係を持っちゃって… 至近距離に妻がいるのに耳元でコソコソ誘惑されて何度もセックスした6日間 【期間限定不倫】（6月13日、アリスJAPAN）
- 憧れのキャビンアテンダントが壁から飛び出る生チ●ポ10本早抜きチャレンジ!! 30分以内に全て射精できたら賞金ゲット!!イカせられなかったら残ったチ●ポと生中出しSEX!!（6月13日、はじめ企画）全4名
- 神納花のエグすぎるレズ責めで岬あずさ&葉月桃が涙を流しながら逝く! 2人から責められた神納花も… 噴水失禁しながらエビ反り絶頂!!（6月13日、セレブの友）全3名
- SNSサイトで知り合ったAV出演希望者は隠れGカップ巨乳のメガネ人妻さん（6月14日、S級素人）全4名
- 中出し訳アリ女子校生 2（6月14日、BAZOOKA）全4名
- 両想いだった女子マネージャーが、俺が試合で戦ってる最中に不真面目な補欠部員に寝取られて中出し性処理係になっていた（6月19日、かぐや姫Pt/妄想族）
- 従順な美人奥さん 旦那さんとはケタ違いのオスチ●ポでイキまくる!（6月22日、シャーク）
- 隣の花 お隣カップルの彼女を寝取ったら自分の彼女も寝取られていた。岬あずさ 高梨ゆあ（6月25日、ダスッ!）
- 彼女の妹に愛されすぎてこっそり子作り性活（6月25日、本中）
- 勉強漬けのかわいい10代予備校生限定! 性欲溜りまくりのピンク乳首おっぱいをもみもみマッサージ体験! オナ禁中のいけない快感にパンティじんわり濡れておもらし失禁! そのまま未成年生ハメ&抜かずの連続生中出し!（6月28日、S級素人）全4名
- 産婦人科痴漢!! 8 何も知らない幼な妻に治療と称して中出しまでっ!!（6月28日（レンタル）/7月5日（セル）、LEO）
- 女子トイレ襲撃レ×プ 制服少女のフレッシュ小便が欲しくて欲しくて我慢できない…（7月1日、MOODYZ）
- (SNS)で知り合った美少女は超ドM体質のヤリマン娘（7月1日、プラネットプラス）
- 時間が止まる女子便所 強制排尿中出しレ×プ!! 停止解除でパニック噴射!! 有坂深雪 岬あずさ 葉月桃（7月1日、ワンズファクトリー）全3名
- 産婦人科痴漢!! 8  何も知らない幼な妻に治療と称して中出しまでっ!!（7月5日、LEO）全3名
- 騙され、縛られ、それなのに…。（7月7日、アタッカーズ）
- 洗脳ドリル 学校編 〜ムカつくクラスメイトの女子たちと担任の美人女教師は中出し専用の性欲処理奴隷〜 岬あずさ あおいれな 今井ゆあ 藤波さとり 平花（7月11日、SODクリエイト）全5名
- 【完全主観】 プルルンおっぱいとキツキツま●こと濃厚SEXで町おこし! 巨乳SEX観光大使のお仕事 逢沢りいな 岬あずさ 羽生ありさ 優梨まいな（7月12日、BAZOOKA）全4名
- 彼女の妹2人が超ビッチ巨乳でいたずら中出し誘惑♡ 高杉麻里 岬あずさ（7月13日、E-BODY）
- 完全撮り下ろし! アナタを挑発しながらディルドオナニーを見せつける女たち… ガニ股で下品に腰振る発情オマ○コをご覧ください（7月13日、セレブの友）全14名
- 芸能人御用達 人妻派遣型マッサージ中出し盗撮 本番強要手口の一部始終（7月15日、ロータス）全3名
- 一般男女モニタリングAV みんなの憧れの巨乳女子マネージャー限定! 合宿中の男湯で男子部員たちのチ○ポの悩みを大きなおっぱいと手コキとフェラで解決してくれませんか!? 初めて見る想像以上の巨乳に勃起が収まらない童貞部員を優しく筆おろし! 我慢できなくなった男子全員のチ○ポも心優しいマネージャーは次々と受け挿れて連続中出しSEX!! 総発射26発（7月19日、DEEP'S）全4名
- 部屋が暑すぎて超薄着になった妹の友達にフル勃起! 夏休みに妹が友達を連れて帰って来たが、部屋のエアコンが壊れて温室状態に!扇風機の風なんかじゃ全然涼しくならず汗だくのままなので、上着を脱ぐわ、スカートをめくるわでパンチラ、乳首チラしまくり!そんな姿を見てしまったボクは年下の彼女たちにドギマギしつつもフル勃起したら、妹の友達たちにバレた!すると嫌がるどころか逆にせがまれ、妹の友達に何度も中出ししてしまいました(妹とも!)（7月19日、Hunter）全7名
- 『お兄ちゃんだけだよ。おっぱい褒めてくれるの』 『お前だけだよチ○ポ褒めてくれるの…』 2 大き過ぎる胸がコンプレックスの爆乳義妹と大き過ぎるチ○ポがコンプレックスの兄…。女子○生になって義妹のおっぱいがどんどん大きくなっていく!でも義妹はその巨乳がコンプレックスでいつも悩んでいます。『ぽっちゃり体型に見えるし、肩は凝るし、ヤリマンに勘違いされるし、周りの目も気になるし…』と、でも『世の女性の大半は小さくて悩んでいる人ばかりだから大丈夫!最高だよ』と言ってあげると、褒めてくれるのはお兄ちゃんだけだよと感動し、次の日からは露出度がUPしまくりで逆に露骨に巨乳をアピールしてくるんです!さらにはもっと見て触ってほしいと今までの鬱憤が爆発したようにさらけ出してくるもんですから当然勃起しまくり!恥ずかしい!見られたくない!チ○ポがデカくて周りにイジメられてばかりだったボクは大慌てで隠すと『隠す必要なんかない、大きい方がいいに決まってるよ』と今度は義妹がボクのデカチンを褒めてきて勃起チ○ポを掴みデカチンを求めてきました!何度も何度も激しく突いたら初めてのデカチンだったらしく何度も信じられないくらいイキまくってました!!（7月19日、Hunter）全5名
- 縛物語 bakumonogatari（7月19日、ドグマ）
- どこでもフェラさせられちゃう素人娘たち3 13人（7月19日、かぐや姫Pt）全13名
- ナチュラルハイ20周年記念作品 接客中に顔を紅潮させながら感じまくるバイト娘 真夏の看板娘中出しSP 〜海の家、ガソリンスタンド、祭りの的屋、ビアガーデン〜 総勢27人総集編付き2枚組480分 超豪華版（7月25日、ナチュラルハイ）全4名
- 黒人CEO《最高経営責任者》 接待旅行NTR 美顔・完璧BODY美女『黒人』解禁!!（7月25日、マドンナ）
- お見舞いNTR!! 2 隣に入院中の夫がいる状況で迫られた人妻のさびしい身体は理性が効かずに発情する…!?（7月26日、DOC）全4名
- M男大好きド変態痴女! ノンストップ追撃小便イジメ!!（8月2日、OFFICE K'S）
- 籠城犯 THE Longest Day 有村のぞみ 岬あずさ 倉木しおり（8月7日、アタッカーズ）全3名
- ボクだけが知っている超可愛くて頭の良い幼馴染のエッチな秘密!『ダメ!このままじゃ本当に挿っちゃうよ!!』 切ない表情で見つめながら拒絶しようとするもどこか期待している巨乳幼馴染と素股していたらヌルヌルでズボ!結局生挿入&生中出し!!しちゃったら怒るどころか幼馴染がボクの上にまたがり激しく腰を振る高速グラインド騎乗位で何度も求めてくるほどのド淫乱女子に豹変!! ボクには小学生の頃から今でも仲良くしてくれる超可愛くて頭が良い巨乳で実はエッチな幼馴染がいる!彼女は可愛らしくてクラスのマドンナ的存在!クラスでは一切エッチな雰囲気は見せておらずウブぶってる幼馴染は実は超エッチに興味津々で彼氏がいてもボクにエッチな研究をしたがる!キスしたり、手マンしたり、お互いのオナニーを見せ合ったり、フェラしてもらったりクンニしてあげたりしている仲なんです!!だけどSEXだけはした事が無い!!というか何故かSEXだけはさせてくれない!だからボクはいつまで経っても童貞なんです!SEXさせてくれないならせめてその感覚が味わいたいと素股をすることに!!素股していたら徐々に股間が濡れ始める幼馴染!!調子に乗って腰を動かしたら『ダメ!擦り付けるだけの約束でしょう?このままじゃ挿っちゃうよ!』とボクの目を見つめて切ない顔で言ってきたけど…どこかで挿ってしまうのを期待している感じ!だから腰をねじらせ強引にヌルヌルずっぽし!!生挿入!!超気持ち良くてほぼ三擦り半で中出ししちゃいました!!怒られるかと思ったけど中出しで発情した幼馴染はボクの上にまたがり高速グラインド騎乗位で何度もボクに中出しを求めてくるほどのド淫乱女子に豹変!!（8月7日、Hunter）全5名
- 気弱な新人ピタパンOLに連日のセクハラ地獄 「すいません。」といつも謝ってばかりの気弱な新人OLのパンティラインがくっきり透けてるのを見て、セクハラしたくなった俺はパンツにピッタリと張り付いたプリップリのお尻を毎日毎日ネチネチ触りまくり、時には揉みしだき、どうせ断りきれないのを知っているのでそのままズボンを脱がしてぶっ挿し何度も中に出しました。（8月7日、アパッチ）全5名
- 完全主観 貴方だけを見つめて尿道責め（8月7日、犬/妄想族）全7名
- 射精依存改善治療センター 3 共同合宿編 異常性欲 精液過多 自慰中毒のあなたをサポートします 加瀬ななほ 岬あずさ 紺野ひかる（8月8日、SODクリエイト）全3名
- 「年の離れた女子○生の妹にバイトと称して格安で背中を流してもらっています 追加オプションを設定したら自宅の風呂場が密着泡洗体本番ありの風俗店になりました」 VOL.1 豊中アリス 岬あずさ 石原理央（8月8日、DANDY）全3名
- 縛師の日常REC 女子校生淫行緊縛編（8月9日、REAL）
- 超絶倫女子たちが皆で学校中ボクを追いかけまわして何度も何度もハメまくり!! 去年まで女子校だった学校に編入したら…想像以上に女子が可愛くて毎日パラダイス!!中でも女子陸上部にいつも釘付けになっているボクは、部室のロッカーに忍び込みこっそり着替えをのぞきまくり!だけど夢中になり過ぎて隠れていたのがバレてしまい最悪の展開!!と思ったら…女子陸上部は勃起しているボクに大興奮!?女子ばかりの学校生活と部活漬けで溜まりに溜まった性欲を抑えきれず、女子たちはボクを追いかけて学校中いたるところでボクのチ○ポをハメまくり!!精子が枯れるまで何度も発射&中出しさせられてしまいました!!（8月19日、Hunter）全6名
- 海の家でバイトしたらラッキースケベだらけ!? 今年の夏こそは彼女を!と思い切って海の家でバイトしたら、バイト仲間は超かわいい女子だらけで超ラッキー! 女子はみんな水着でバイトするのでほぼ生に近い感覚でおっぱいが押し当てられたり、水着から乳首がチラ見えしたりとラッキースケベだらけで勃起しまくりでバイトどころじゃないです!しかも、勃起が見つかってしまい超ピンチに!と思いきや「それ見せて…!」と夏の解放感からか興奮した女子は二人きりになりチ○ポを触ってきた!これはモテ期到来!?（8月19日、Hunter）全6名
- 素人ナンパでセンズリ鑑賞3 見るだけでいいんです！だからちょっと僕のチ●ポ見てもらえませんか？（8月19日、かぐや姫Pt）全9名
- 小便ぶっかけガブ飲みSEX（8月19日、エムズビデオグループ）
- シンプルにかわいい女子○生がすんごい乳首責めで連続中出し射精させちゃいました!?（8月23日、DOC）全4名
- コスプレSEX 勃起乳首責めでドS覚醒したEカップ美少女、軟体ファックで潮吹きアクメ!!（8月24日、オイスター海運）
- 人生に1度だけあるモテ期がきたので片っ端から告って4人のツンデレ彼女達とハーレム同棲生活をした記録。深田えいみ 永瀬ゆい 高杉麻里 岬あずさ（9月1日、MOODYZ）全4名
- 美大生の巨乳娘 お父さんにヌードモデルをお願いしたら興奮して中出しされました。（9月1日、プラネットプラス）
- 文京区にある女教師が通う整体セラピー治療院 24（9月1日、変態紳士倶楽部）全4名
- 『えっ大きなオッパイが見えてますけど??』 巨乳女子大生たちがスパリゾートではしゃぎまくってオッパイ見えまくりで超ラッキー!! スパリゾートで浮かれまくっている都会からやって来た女子大生グループはお酒なんかも飲んじゃってハメを外しまくり!!しかも旅先で「もしかしてエッチなことが…♡」を期待している彼女たちは完全に男の目を意識して超セクシーな極小水着を着ているから、ちょっとふざけ合って水着を引っ張り合ったりずらし合ったりするだけで簡単にオッパイポロリ!!目のやり場に困り視線を外そうにも巨乳女子がいっぱいいるから、どこを見てもポロリしてて大きな生乳だらけ!!我慢できなくなりガン見していたら当然勃起!!勃起していたらいつの間にか女子大生グループに囲まれてしまい酔って悪乗りが過ぎる女子大生グループはオッパイをボクに押し付け誘惑してきた!!更にカチカチになってしまったボクの勃起チ○ポに我慢できなくなった彼女たちはボクのチ○ポに貪りついてきた!代わる代わるボクの上にまたがり何度も何度も爆イキ!!何度も中に出させられちゃいました!（9月7日、Hunter）全7名
- 女子●生 ポルチオ連続爆イキ泡吹き痴漢（9月7日、アパッチ）全5名
- レズビアンの噂のある上司と出張先相部屋 岬あずさ 篠田ゆう（9月7日、ビビアン）
- アリバイ対策完璧の人里離れた会員制温泉旅館で密に交わる W不倫カップル観察記録 羽生ありさ 岬あずさ 優梨まいな（9月13日、S級素人）全3名
- 想像以上に大人になった幼馴染のエロ過ぎる体でフル勃起! 2 お互いの両親が旅行に行くので、年下の幼馴染が我が家にお泊りにやって来て2人きりでお留守番することに。妹のように接してきた年下の幼馴染が可愛くてド緊張!しかし幼馴染はボクが緊張しているとは知らずに無邪気に「昔みたいにお風呂に一緒に入りたい!」と言うのです。さすがにそれはちょっと…と思い返事に困っていたら、無理やり手を引っ張られ風呂場に連れて行かれ幼馴染は無警戒に服を脱ぎ出すから裸も見てしまい大興奮…。当然、お風呂は狭いので目のやり場に困るわ色々な所が当たりまくるわけで当然フル勃起!!なんとかお風呂では勃起がバレないよう必死で隠し通せたが、風呂上がりのバスタオル姿でウロウロする幼馴染にもう我慢の限界!!再びフル勃起状態!何とか抑えていた気持ちが爆発してしまい気づいた時には幼馴染を襲ってました!まずい!と思ったら幼馴染も興奮してたみたいで何度も何度もボクを求めてきて最後はカニばさみロックで中出しを求めてきた!（9月19日、Hunter）全5名
- 素人娘のおしっこ図鑑 3 カメラ目掛けて大放尿する12人（9月19日、かぐや姫Pt/妄想族）全12名
- SOD女子社員 元気ハツラツな若手AD女子社員が働くAV撮影の舞台裏大公開! 撮影現場でのHなアクシデントに戸惑いながらも恥じらい隠して全力対応! さらに!暴走した男たちに犯され全員SEXしちゃってました♡（9月26日、SODクリエイト）※「東美咲」名義 全4名
- カリ首で膣内を擦りながら引く「掻き出しピストン」で本気汁が溢れ続け絶頂する女 岬あずさ 中谷玲奈 明海こう（9月26日、ナチュラルハイ）全3名
- 脱いだら巨乳だった！お嬢様大学に通う18歳清楚系美女デビュー（9月27日、スパイスビジュアル）※「斎藤玲香」名義
- 美人OL専門中野区にある患者の極所ツボを突き必ず痙攣失禁させる施術院 4（10月1日、変態紳士倶楽部）全4名
- 『ごめん…寂しくて来ちゃった…』 引っ越して遠くへ行ってしまったはずの幼馴染が突然ボクの家にやってきた! 2　しかも運悪くゲリラ豪雨でズブ濡れになり、ブラウスから下着がスケスケ状態。何やら落ち込んでいる幼馴染には申し訳ないが、白いブラウスから透けるブラがエロ過ぎる!とりあえず家に入れて、タオルを渡してやると「恥ずかしいからあっち向いてて…」と乾かすために服を脱ぎ出した。我慢できずチラっと見たら、そこにはしばらく見ない間に大人っぽくなっている幼馴染の体が…思わず何度も何度もチラ見してしまったが、さすがにこれ以上見ちゃまずいと思い我慢していると「このまま会えなくなるなんてヤダっ!エッチしたい!」と幼馴染が突然の告白。びっくりして幼馴染の方を振り向くと全裸の幼馴染が立っていた。そして戸惑っているボクに抱きつき激しいキス…もう当分会えないので、何回も何回も幼馴染の中に出して思い出を作りました。（10月7日、Hunter）全5名
- ビキニ娘のマ○コに媚薬を塗り込み水着を何度もグイグイ喰い込ませ強制ハイレグ痙攣イキ!（10月7日、アパッチ）全5名
- 日本最大の繁華街にある「老舗おっぱいパブ」でオキニの嬢が騎乗位生ハメで中出しするまで（10月10日、Mr.michiru）
- 萌え袖キュートな女子大生の中出しソープサークル 2（10月11日、BAZOOKA）全4名
- 文系女子がレズり合ってSEXを描くエロ漫画研究部 枢木あおい 皆月ひかる 岬あずさ 跡美しゅり 藤波さとり（10月13日、MOODYZ）全5名
- W解禁飲尿レズビアン 〜オシッコで解放される心の壁〜 岬あずさ 桐谷なお（10月19日、エムズビデオグループ）
- 執拗な寸止め焦らしで限界MAX! 連続絶頂レズビアン 稲場るか 岬あずさ（10月19日、レズれ!）
- 両親がいない三日間、大好きな妹を監禁拘束して犯し続ける（10月19日、お夜食カンパニー）全4名
- マジックミラー号 夏の鉄板企画! 海水浴場で声を掛けた厳選巨乳ビキニ素人娘16名のSEX完全撮り下ろし 2枚組8時間 令和元年夏の海全記録スペシャル（10月24日、SODクリエイト）※「ゆみ」名義 全16名
- 無理矢理させられた騎乗位で強制寝び反りイキさせられた派遣インストラクター 花宮レイ 岬あずさ みおり舞（10月24日、ナチュラルハイ）全3名
- 乳首をいじって舐めて先にイカせた方が賞金GET 友達同士の女の子が乳首こねくり回しレズ体験 〜恥じらい乳首責めが一転燃え上がってクンニも貝合わせもずーっと乳首こねくりっ放し!〜（10月24日、ROCKET）全6名
- 「彼氏に中出しされちゃったどうしよう…」親友J○の子宮に精子が届く前にクンニでザーメンを吸い取る女子○生 VOL.1（10月24日、DANDY）全4名
- ナチュラルハイ20周年記念作品 集団野ション課外活動 いじめられっ子の逆襲で利尿剤を飲まされ漏らしイキさせられる女子○生達（11月7日、ナチュラルハイ）全6名
- 性欲モンスターのひきこもり義兄が連続中出し!（11月7日、アイエナジー）全4名
- 隣の部屋で妹が同級生とレズってる!? こっそり覗いていたらバレてしまい痴女子○生化した二人に同時にWフェラ/W手コキ/W潮噴きで責められ何度も射精させられた（11月7日、DANDY）全4名
- 素人娘の全裸図鑑 8 今時の女の子12名が恥らいながら脱衣していく様子をじっくり撮影した、変態紳士のためのヘアヌードコレクション（11月7日、かぐや姫Pt/妄想族）全12名
- 美女限定！！アナル舐め手コキで大量射精（11月7日、グローリークエスト）全12名
- 友人の彼女のいやらしいTバックハミ尻に興奮!両手両足を拘束し固定極太バイブでエロ尻イキ潮連続噴射!（11月15日、DOC）全4名
- バドミントン部に入ったら男はボク1人で合宿中まさかのハーレム混浴風呂に!! 勃起しまくっていたら欲求不満の女子部員からエロ過ぎる神対応が始まって…!? バドミントン部に入部したら部員は女子だらけで男のボクはパシリ扱い!しかも、合宿になるとさらにコキ使われてもうヘトヘト…。密かなご褒美として入浴中の女子部員の裸をのぞくもバレてしまい絶体絶命!のはずが…欲求不満の女子部員はボクのチ○ポを大歓迎!?混浴風呂でエロ過ぎる誘惑が始まってしまい、のぞきの口止めとしてエッチを要求してくる欲求不満女子部員!逆らう事ができず満足いくまで何度もイカされて、そして何度も中出しさせられてしまいました!!（11月19日、Hunter）全6名
- 放課後接吻レズビアン 教え子にレズられて… 新任女教師と女子生徒 葉月桃 岬あずさ（11月21日、ヒビノ）
- 千葉県御宿海水浴場でナンパした素人お嬢さん! 童貞君のオナニーのお手伝いしてくれませんか? ビキニからおっぱいポロリ! ハイレグ股間を御開帳!で童貞鼻血ブー!! ナイスバディの美女厳選生中筆おろしSPECIAL!（11月22日、赤面女子）全4名
- M男転生 〜あなたの前ではM男に成り下がる〜（11月25日、|SEX Agent/妄想族）全5名
- クレイジーマゾヒスティックレズビアン 岬あずさ 神楽アイネ（11月25日、えむっ娘ラボ）
- 黒パンスト美脚＆神尻女子社員だらけの会社に男はボク1人！やっとの思いで転職できた会社は女子社員だらけで男はボク1人！（12月7日、Hunter）全6名
- パパママ頑張れ!ぬるぬるローションで仲良し家族対抗イキ我慢選手権!合計中出し9発射!!（12月12日、SODクリエイト）全8名
- SOD女子社員 ぜつりんバスツアー SODファン大感謝祭記念！社内特別選抜！総勢16名の女子社員がユーザー様と1泊2日でヤリまくり！（12月12日、SODクリエイト）※「東美咲」名義 全16名
- 潮吹き5人姉妹 両親が不在の間に汁まみれで痴女られまくったボク… 晶エリー 葵百合香 彩葉みおり 有村のぞみ 岬あずさ（12月13日、MOODYZ）全5名
- 喉奥イラマモンスター 岬あずさ（12月19日、ドグマ）
- ペイント狂乱奴隷 岬あずさ（12月19日、バミューダ）
- 『ちょっとお前、何してるんだよ！！挿ってるよ！どいてくれよ！』狭いお風呂でヤリマン義妹に壁ドン貼り付け立ちバックで何度も中出しさせられた…（12月19日、Hunter）全5名
- 【中途採用初日にキス魔に遭遇!】 超接近見つめ合い接吻痴女 妃月るい 三船かれん 岬あずさ（12月26日、AKNR）全3名
- NEWガチンコ全裸レズバトル 3 七海ゆあ 岬あずさ 五十嵐かな 木葉ちひろ（12月26日、ROCKET）全4名

- 抑えきれないフェラ欲でよだれダラダラ！？チ○ポをジュルジュルフェラする女（1月9日、アキノリ）全10名
- 代々木で見つけた優しい女子校生に18cmメガチ○ポを素股してもらったらこんなヤラしい事になりました。（1月9日、アイエナジー）全4名
- 乳首責め専門デリヘル嬢に騎乗位で生中出し5（1月9日、Mr.michiru）全6名
- おじさん、私のオシッコ飲みたいの?（1月9日、RADIX）
- 顔に似合わずお下品に股を開く援助女子●生に生中出し!（1月17日、宇宙企画）全4名
- AIR SEX エアーセックス 本物の本番行為よりもヤラしい眺め抜群のエロ過ぎる自慰（1月19日、バミューダ）全6名
- クラスのイジメっ子に四つん這い状態で無理矢理イラマされている幼馴染の無防備なマ○コに「バックから挿れろ！」と命令され中出しまでして…（1月19日、Hunter）全5名
- SOD女子社員 真面目に働く色白ボディのピチピチおま○こ集合！抜き打ち高感度調査 絶頂編 ～8名全員のアヘ顔SEX収録スペシャル～（1月23日、SODクリエイト）※「東水咲」名義 全8名
- 小悪魔女王蹂躙地獄 Episode-7: 絶対聖域ツンデレ女王様 イキなぶり処刑強制開花（1月25日、AVS Collector'S）
- 都会の密室 女子校生エレベーター舐め痴● 乳吸い連れ込み中出し 藤波さとり 岬あずさ 富田優衣（1月25日、堅者の食卓）全3名
- ショックエクスタシー（1月31日、REAL）
- 部屋結界2 ～いらっしゃいませ～僕だけの淫乱レストランへ ウヒ!～ 蓮実クレア 美谷朱里 岬あずさ（2月6日、SODクリエイト）全3名
- デリヘルで呼んだ娘が、敏感すぎて潮吹いて僕の部屋をビショビショにするので怒ったらヤラせてくれたけど、感じまくりまさかの連続イキ! 更にハメ潮吹きまくって困った! 9（2月6日、アイエナジー）全4名
- 女工作員拷問崩壊 魔虐の肉牢ブートキャンプ（2月7日、シネマジック）
- Mな男が好きなヒト～一方的に責められたらその快楽に身を委ねることしかできない～（2月13日、バルタン）
- 妻に逃げられバツイチシングルファーザーになったボクにまさかのモテ期！？不憫な父子家庭に同情して何かと世話を焼いてくれる近所のママ友たちと真っ昼間から不倫にハマってしまったvol.12 岬あずさ 高梨ゆあ（2月14日、ケイ・エム・プロデュース）
- 友人の姉は美人でしかも医者! 自宅での無防備な姿にギャップ萌え エロすぎるカラダに超勃起して…こんな不良女医で童貞を捨てちゃった! 3 星川凛々花 岬あずさ 佐々木玲奈（2月14日、Z-MEN）全3名
- 女上司の無防備なパンストにたまらず勃起！抑えられずにチ○ポをこすりつけたら糸をひくほど濡れていた…4 桜庭ひかり 佐伯由美香 岬あずさ（2月14日、Z-MEN）全3名
- 縛り拷問覚醒 縄責め飲尿遊戯（2月19日、バミューダ）
- アナタの前でレズらせて! 岬あずさ 美咲かんな（2月19日、レズれ!）
- 嫁が近くに居るのに笑みを浮かべながら勃起をさせて痴女ってくる年上好きな少女 3 雪美千夏 岬あずさ 柊るい（2月20日、AKNR）全3名
- 勝手に相席居酒屋ナンパ 連れ出し素人妻 ガチ中出し盗撮無断発売15 岬あずさ 高梨ゆあ（2月22日、ビッグモーカル）全3名
- 乳首責め・全身リップ・フェザータッチ愛撫で暴発寸前まで高められたペニスの行く末（2月25日、SEX Agent/妄想族）全6名
- 人妻の浮気心（3月1日、人妻援護会/エマニエル）
- ドMレズビアン 牝豚奴隷志願 岬あずさ 大沢カスミ（3月7日、ビビアン）
- ボクの家を溜まり場にするクラスの女子に睡眠薬と媚薬を投与して集団発情中出し！！学校が終わると学校から近いボクの家はクラスの女子に占領されて（3月7日、Hunter）全6名
- 新宿で見つけた超敏感女子大生がヌルヌル素股に挑戦！何度イッてもガン突きピストンで連続中出し！（3月12日、アイエナジー）全4名
- 180°股裂き拘束されたまま吸引器具で大きくなったクリを責められイキまくる軟体女 きみと歩実 岬あずさ みおり舞（3月12日、ナチュラルハイ）全3名
- 大ヒット御礼！！過去最多・最長4人約4時間収録！！逆転マジックミラー号「二次会後のほろ酔い新成人達の大胆SEXをナマで見たくないですか？」大人数に見られているとは知らずに激イキ姿を大胆に披露！パート5（3月12日、SODクリエイト）全4名
- 童貞さんいらっしゃい！発育の良い巨乳女子●生さんチャレンジ・ザ・ミッション！授乳手コキ＆おっぱいハグ！恥じらい赤面素股プレイ中ぐちょぐちょマ●コにヌルッと挿入筆おろし Vol.001 佐藤りこ 柊るい 岬あずさ（3月13日、S級素人）全3名
- 新しく出来た義理の妹は、あまり男慣れしていなくてウブで超かわいい！ ある時リビングでうたた寝をしているボクを起こそうと（3月19日、Hunter）全5名
- いっぱいシコシコしてね。カメラ目線でオナニーをサポートしてくれる奉仕型女子（3月25日、SEX Agent/妄想族）全6名
- 「私だってお兄ちゃんくらいイカせられるんだから!!」突然できた義理の妹が僕のち○ぽにしゃぶりついてきてセルフイラマ 岬あずさ 富田優衣 石原理央（3月26日、アイエナジー）全3名
- 「そんなに締めつけたらまたすぐ出ちゃうよ…」縦四方固めピストン騎乗位でマ●コから精子がどくどく溢れるまで抜かずの連続中出し！！（4月7日、ゴールデンタイム）全4名
- 巨乳過ぎる姉と妹と一緒に温泉に入ったらまさかのフル勃起で近親相姦！4 家族旅行で久しぶりに一緒に温泉に入ったら姉と妹の胸が想像以上に巨乳…（4月7日、Hunter）全6名
- 「私のおっぱい触ってみて!」 発育中の巨乳姉からの突然のお悩み相談! 毎日成長するオッパイが何だか違和感…。これでもかと揉んであげていたら発情してエロエロモードに! 高杉麻里 岬あずさ 今井まい（4月9日、アイエナジー）全3名
- ご存知ですか? 奥様の前で、逆NTR治療を行うと、旦那様の勃起力が飛躍的に回復するんです。 加藤ももか 岬あずさ 桜庭ひかり（4月9日、SODクリエイト）全3名
- イクイク早漏敏感妹と排卵日子作り物語 岬あずさ ACT.006（4月10日、宇宙企画）
- 現役巨乳保育士さんAV出演 裏バイト映像 Vol.001（4月10日、S級素人）全4名
- カーテン1枚の中の密室 試着室でこっそり犯されるアパレル店員 2（4月10日、REAL）全8名
- 勝手にまたがる騎乗位ピストン 種搾りディルドオナニー（4月15日、プリモ）全10名
- ママチャリ巨尻妻即ハメ中出し！（4月19日、アパッチ）全5名
- 一生の不覚！！『まさかお前で勃起するなんて！！』地味メガネっ娘で色気なんて無くて全く可愛くないと思っていた幼馴染が隠れ巨乳でスタイル良し（4月19日、Hunter）全5名
- 3年ぶりの解禁 濃交レズビアン 涼宮琴音 岬あずさ （4月25日、MAX-A）
- レズに堕ちていく私 ～一寸先はレズ地獄～ 神納花 柊るい 岬あずさ（5月7日、ビビアン）
- 『お兄ちゃんだけだよ。お尻褒めてくれるの』大き過ぎるお尻がコンプレックスのデカ尻義妹…。女子●生になっても義妹のお尻がどんどん大きくなって（5月7日、ゴールデンタイム）全4名
- 「私とエッチする？しない？今すぐ決めて！」彼氏が隣にいるにも関わらず何度も目が合う女は即マンOK娘。（5月7日、Hunter）全5名
- ＜完全主観＞かわいい彼女とラブラブキス体験 2人っきりでねっとりキス手コキ 2（5月8日、Hunter）全10名
- 尾瀬高原温泉で見つけた美巨乳山ガールの皆さん タオル一枚男湯入ってみませんか？ 特別ミッション お互いの下半身についた湯しずく舐め取り合う口内射精13発SP！（5月8日、SODクリエイト）全6名
- 喧嘩上等でカチコンできた現役ヤンキー女総長を媚薬鬼盛り下剋上レ●プで潮吹き肉便器にw（5月19日、山と空/妄想族）
- 拷問・肉達磨（5月19日、ドグマ）
- 【閲覧注意】巨根ファンタジー ふたなりモンスターコック美少女 岬あずさ 桃尻かのん 二宮和香（5月21日、ROCKET）全3名
- 強制射精で男を骨抜きにするガニ股痴女の騎乗位6SEX 2（5月25日、セレブの友）全6名
- BWP バトルワールドプロレスリング Vol.35 衝撃!!革命戦士の初陣 岬あずさ VS NIMO（5月29日、バトル）
- 制服×ニーハイ 女子●生 追いかけ回し痴●（6月7日、アパッチ）全5名
- 『お兄ちゃん…私の背中に何か当たってるよ…』巨乳過ぎる義理妹と貸し切り温泉に入ったら義理妹の背中にチ○ポが突き刺さる程の超勃起！！（6月7日、Hunter）全5名
- 巨乳すぎる妹と狭いユニットバスで2人きり！二泊三日の生殺し生活に限界！3 実家から妹が上京、一人暮らしのボクの狭いワンルームに泊まるため（6月7日、Hunter）全5名
- 落札された少女あずさ 五種汁漬け輪姦（6月7日、山と空）
- ダンス部J●のお尻で誘惑されヒップダンス騎乗位でハメ倒された俺 神野ひな 岬あずさ 有村のぞみ（6月11日、アキノリ）全3名
- 新・生中出し働く美女の制服性交 Vol.001（6月12日、BAZOOKA）全4名
- 眼鏡で地味だけどエロい！アヘアヘ！オチ●ポ完堕ちイキ狂い！性癖こじらせ娘S級素人出演！！Vol.001（6月12日、S級素人）全4名
- 新 生中出しアオハル制服女子●生バイト Vol.002（6月12日、S級素人）全4名
- 120％リアルガチ軟派伝説 vol.85 全員中出し大成功！マスクは付けてもゴムは付けない！！（6月19日、プレステージ）全5名
- 「見舞いにきた女子○生のパンチラで勃起したら咥えない焦らしフェラでねっとり抜かれて超敏感になった亀頭を無理やりジュポジュポお掃除フェラされた」VOL.1（6月25日、DANDY）全6名
- 密着しながら淫語で誘惑する痴女お姉さん 岬あずさ（6月25日、デジタルアーク）
- ヒプノシス・ドキュメント 岬あずさ VS 催眠術師RED 上巻（6月25日、ヒプノシスRASH）
- ガチMC（マインドコントロール）完堕ち同人コスプレイヤー 感度10倍上昇破廉恥脳イキ イクイクアヘ顔Wピースでイキ潮アクメ連発 美沙希あずにゃんGカップ（7月3日、ONE MORE）
- 一家惨姦 ～24時間の悲劇～ 上川星空 岬あずさ 加藤あやの（7月7日、Hunter）全3名
- 「友達の前でこんなエッチな姿するの恥ずかしい…、でも…」ヤリマン女子が連れてきたウブ制服女子が初めての乱交で乱れまくり！（7月7日、Hunter）全5名
- 『まだまだ寝かせないからね！』酔ってエロくなった二人の巨乳女上司にダブル巨乳サンド＆ダブル杭打ちピストンされて朝までSEXやりまくり！！（7月7日、Hunter）全6名
- 俺をバカにする女に復讐イラマチオ（7月9日、AKNR）全6名
- 魔界性処理ペット ～冷酷女幹部ベースディア～ 岬あずさ（7月10日、GIGA）
- 仕事帰りに汗だくのまま絡み合い乙女の部分を見せるドボ女の先輩 如月夏希 岬あずさ 夏原唯（7月10日、ヒメゴト）全3名
- 格闘女虐め 股間攻撃編 5 岬あずさ NIMO 水嶋アリス（7月10日、格闘ゾーンJAPAN）全3名
- 120％リアルガチ軟派伝説 vol.86 驚きの全員中出し大成功！！お金とチ○コに飢えた川崎娘に大量放出！！（7月17日、プレステージ）全5名
- BWP NEXT 04 開催記念スペシャルマッチ 岬あずさvs豊中アリス（7月24日、バトル）
- ヒプノシス・ドキュメント 岬あずさ VS 催眠術師RED 下巻（7月25日、ヒプノシスRASH）
- 卑猥な言葉で男の体を支配する淫語痴女（7月25日、SEX Agent/妄想族）全7名
- ホンオナ 令和ver. 01（7月25日、SEX Agent/妄想族）全6名
- SUPERパックリまんこアップ4時間SP vol．17（8月1日、サルトル映像出版）全12名
- 狙われた女体 恐るべき犯行映像（8月1日、FAプロ）全7名
- 調教依頼 岬あずさ（8月1日、中嶋興業）
- 病みつき狂暴おじち○ぽ中毒 岬あずさ（8月7日、桃太郎映像出版）
- あのキャバ嬢に3回中出し天然Fカップ（8月12日、MERCURY）
- 監禁! 拷問! 調教! 絶叫! 絶頂! 強制絶頂絶叫拷問調教 屈辱の淫乱覚醒 新人エリート麻薬捜査官 若き肉体に棲む淫狂DEVIL 岬あずさ（8月13日、AVS collector's）
- チ●ポをしゃぶりたくてしょうがない妻。家ではどこでも構わずしゃぶってくる。（8月14日、ヒメゴト）全6名
- 東京OLカレンダー04 お洒落な代官山お下品な女現る！A大学卒業 大手通販会社クレジットカード事業部勤務 あずささん24歳（8月14日、S級素人）
- 新就職活動女子大生生中出し面接 Vol.002（8月14日、S級素人）全4名
- ガチナンパ！素人女子大興奮！ 初めての3P体験！潮！汗！絶頂の嵐で何度もおねだりSEX！124アクメ16発射（8月15日、ピーターズ）全5名
- 濃交 岬あずさのリアル中出しセックス（8月25日、MAX-A）
- 生意気ギャル女子●生鬼畜尾行押し込みレ●プ 亜矢みつき 岬あずさ 七瀬もな（8月28日、青空ソフト）全3名
- BWP 07 開催記念スペシャルマッチ 岬あずさvs永瀬愛菜（8月28日、バトル）
- 遠隔調教 岬あずさ（9月1日、中嶋興業）
- 無双便器女 ガチ小便・ガチごっくん・ガチぶっかけ大量76発 岬あずさ（9月4日、h.m.p）
- BWP バトルワールドプロレスリング NEXT 04（9月4日、バトル）全6名
- ストレッチをする彼女の姿があまりにもエロくて朝から一発 河奈亜依 岬あずさ 桐谷なお（9月11日、ヒメゴト）全3名
- ウエット&メッシー WAMイキ! 全身汚れまくった女たちが絶頂痙攣しまくりの狂乱アクメ!!（9月19日、ブラックドッグ/妄想族）全7名
- 「一回でいいから襲ってよ！ずっと待ってたんだよ！」鈍感過ぎる男におあずけを繰り返された実は性欲旺盛ボーイッシュ女子大生が我慢の限界に（9月19日、Hunter）全5名
- 『もしかして出したいの？ダメだよ！中に出しちゃ！！我慢して』と耳元で悪魔の囁き！しつつも幼馴染がカニばさみロックで小悪魔中出し！（9月19日、Hunter）全5名
- 巨乳娘のクリトリスの形までハッキリわかる! ノーモザイク連続絶頂パンツ越しオナニー 2（9月24日、アイエナジー）全10名
- 殺したいほど憎い男に死にたくなるほどイカされたヒロイン ヒロイン陥落デイトナレンジャー 岬あずさ（9月25日、GIGA）
- BWP 07 バトルワールドプロレスリング 07（9月25日、バトル）全10名
- 悶絶レズファイト003 岬あずさvs神納花（9月25日、Fighting Scene）
- ―セックスが溶け込んでいる美容サロン―「常に性交」エステティシャン 吉岡明日海 加藤あやの 岬あずさ（10月8日、SODクリエイト）全4名
- 悶絶総合格闘技005 岬あずさvs神納花（10月9日、Fighting Scene）
- 『お兄ちゃん…大きい！』『こんなに濡れたの初めて！』巨乳過ぎるドストライク妹と狭いお風呂で二人きりでフル勃起！（10月19日、Hunter）全4名
- チクビアン ビンビン乳首こねくりレズ性交（10月19日、レズれ!）全10名
- 搾精病棟〜性格最悪のナースしかいない病院で射精管理生活〜 岬あずさ 蓮実クレア 八乃つばさ（10月23日、TMA）全3名
- 清楚ヒロインイノセンピンク 桜萌絵 ど淫乱化計画 岬あずさ（10月23日、GIGA）
- 初めてのリモート飲み会。店長とバイトの仲間たち。久保凛 如月ましろ 岬あずさ（10月23日、ダスッ!）全3名
- 泡姫桃源郷 生中出し出来るガクブル敏感ご奉仕ソープ嬢 岬あずさ（10月25日、MAX-A）
- 「お姉ちゃんやめて…」「ごめんね…」いじめっ子の命令に逆らえない超仲良しのお姉ちゃんがボクのチ○ポを使って強●近親相姦！（11月7日、Hunter）全7名
- 会員制マッチングSMクラブ 『アセファル』4eme あずさ女王様 岬あずさ（11月13日、サロメ）
- 競泳水着のエチエチお姉さんに精子ぶっかける（11月13日、REAL）全6名
- 近所のバレエスクールが裏でやってるデリヘルで軟体娘を2人呼んでするアクロバティック3Pセックス（11月26日、ナチュラルハイ）全4名
- 悶絶ボクシング002 岬あずさvs神納花（11月27日、Fighting Scene）
- 黒パンストJ●中出し＆顔射連発ハメ撮り あずさ＆もも 岬あずさ 葉月桃（12月7日、パコパコ団とゆかいな仲間たち）
- 「欲求不満の看護師さんに耳元でこっそり淫語を囁かれ勃起したらヤられた」 VOL.2 加藤ももか 倉木しおり 岬あずさ（12月10日、DANDY）全3名
- 非日常的 着衣浴尿の世界（12月10日、RADIX）全9名
- 悶絶リベンジレズファイト002 岬あずさvs神納花（12月11日、Fighting Scene）
- ビキニ交尾3ギャル 佐藤エル 岬あずさ 平手まな（12月12日、MERCURY）全3名
- 自画撮り 見つめ合い！求め合い！爆イキ絶叫オナニー（12月15日、プリモ）全10名
- 【拡散してください】＃集団憑依バカスタグラマーズ ＃史上最悪の5人連続ノットリいじめ動画 岬あずさ（12月19日、ドグマ）[23]
- 《種付けライブハウス痴●3》ウブで押しに弱そうな女子を集団チカン！！おっぱいモミモミ生交尾！！パンパン鬼突きして膣奥射精！！メロメロちかんSEXアヘ顔ガクブル絶頂！！（12月22日、カリマンタン）全6名
- 痴女姉妹 ～セフレのシェアは当たり前! チ●ポ大好き絶倫姉妹の言葉責め巧なハーレム痴女プレイ!～ 岬あずさ 新村あかり（12月25日、SEX Agent/妄想族）
- オナナビ ～超カメラ目線で見つめながら挑発オナニーナビゲート～（12月25日、SEX Agent/妄想族）全10名
- 悶絶総合格闘技、ボクシングとレズ003 岬あずさvs神納花（12月25日、Fighting Scene）

- 初アナル神回SP「ヤバ…ッ! ヤヴァい」 激ピスでアクメ顔連発!! 岬あずさ（1月1日、MOODYZ）
- 木馬拷問 股を裂かれる12人の女（1月1日、バミューダ）全12名
- パコ撮りNo.07 生チンで強く深く突き上げるとビチャビチャ音を立てて潮吹きまくる今どきのやんちゃギャル系J●ちゃんにそのまま中出しした！ 岬あずさ 葉月桃（1月12日、First Star）※「黒パンストJ●中出し＆顔射連発ハメ撮り あずさ＆もも」と同一
- いやらしいお姉さんの濃密フェラチオと背面手コキ vol.2（1月15日、S級素人）全6名
- 彼女の初デートで使った思い出のビデオカメラで、地元のヤンキーの先輩に彼女がヤラれている姿を撮影させられるボク。（1月19日、Hunter）全5名
- 仮面夫婦 ～寝取る女と寝取られる女～ 第一章 岬あずさ 有村のぞみ（2月1日、MAX-A）
- 女性限定！素人ナンパ！ 枢木あおいと気持ちいいことしませんか？全力体当たりレズビアンSEX！（2月7日、ビビアン）全6名
- 表向きは優しい腹黒イケメンに惚れたばかりに、彼の内申点稼ぎの為にトイレで教師たちを相手に浴尿中出しオナホとして利用される真面目女子●生 岬あずさ はるか 新田みれい（2月7日、Hunter）全3名
- M男がみんな夢中になる保健室のアナル責め先生 岬あずさ（2月7日、MEGAMI）
- 女王様たちの流出したプライベート映像 ～サロメ外伝 vol.2～ 有村のぞみ 岬あずさ 八乃つばさ（2月12日、ケイ・エム・プロデュース）全3名
- いやらしいミニスカお姉さんの黒ストッキング美脚と濃密フェラチオ vol.2（2月12日、S級素人）全7名
- レズマニア ～潮吹き貝合わせレズビアン～ 岬あずさ 葉月桃（2月13日、U&K）
- ノリ軽すぎwチ●ポ好きすぎw山ガール3人組ナンパ！露天風呂でブチ上げ泥●乱交からの各自お持ち帰り生ハメ！ 葉月桃 岬あずさ 有村のぞみ（2月26日、ゲッツ！！）全3名
- 仮面夫婦 ～寝取る女と寝取られる女～ 第二章 有村のぞみ 岬あずさ（3月1日、MAX-A）
- 有村のぞみ飲尿解禁 全てを飲み干す 超飲尿・浴尿レズビアン 有村のぞみ 岬あずさ（3月7日、ビビアン）
- 「やっと私で勃起してくれた…私だってこんなに興奮しているんだよ」と糸を引くほどビショ濡れのアソコを触らせてきた幼馴染に我慢できず（3月7日、Hunter）全5名
- あなたよりエッチな知り合いを紹介してください！4スケベな子の友達はヤリマンのハズ！誰が見ても何度ヤってもエロい‘すべらない女子’をハメ倒す！（3月10日、ホットエンターテイメント）全4名
- 侵入者の勃起チ○ポをいきなりアナルに突っ込まれ絶叫するが徐々に気持ちよくなり肛門イキしまくる美尻女2 有村のぞみ 岬あずさ 桜美ゆきな（3月11日、ナチュラルハイ）全3名
- M男たちの射精寸前煩悩チ○ポを焦らし寸止めされ続ける最高のM性感風俗 岬あずさ（3月13日、M男パラダイス）
- 少しでも長く貴女のパンチラを見ていたいのでチ○ポはゆっくり弄ってください（3月19日、アロマ企画）全6名
- はめキャン泥酔ギガ性欲痴女にチ●ポ敗北宣言（嬉泣）岬あずさ 有村のぞみ 葉月桃（3月19日、山と空/妄想族）全3名
- 仮面夫婦 ～寝取る女と寝取られる女～ 完全版 岬あずさ 有村のぞみ（4月1日、MAX-A）※第1章・第2章を再編集し、未公開カットを追加したディレクターズカット版。
- エッチなメイドがご主人様のオナニーをお手伝い致します。（4月7日、アロマ企画）全6名
- サテンに包まれてイッちゃいな。密着サテングローブ痴女手コキ 2（4月7日、MEGAMI）全4名
- はめキャン 「恥ずかしい姿見て」変態ドM公開宣言！葉月桃 有村のぞみ 岬あずさ（4月7日、山と空/妄想族）全3名
- 2穴同時指入れアクメ痴● 3（4月8日、ナチュラルハイ）全4名
- 義理の姉妹と夢の同居生活！父の再婚相手の連れ子姉妹がとんでもない小悪魔で、ミニスカパンチラや着替えを見せつけてきて僕たちが襲いかかるの待ってるんだ。有村のぞみ 岬あずさ 永瀬ゆい（4月8日、SWITCH）全3名
- 指導のバトンを渡していく 自画撮りJOI オナサポリレー（4月13日、アロマ企画）全6名
- 美少女メイド姉妹レ●＆ラ●×アナル＆マ●コ3穴中出しファック×10連続大量ザーメンぶっかけ のぞみ＆あずさ 有村のぞみ 岬あずさ（4月23日、TMA）全6名
- ナンパTV×PRESTIGE PREMIUM 26 大漁！！穫れたて激エロ美女8名を踊り喰い！！（4月30日、ナンパTV）全8名
- 悶絶くすぐり地獄（5月1日、バミューダ）全13名
- 同窓会で10年ぶりに再会した初恋の女子がむちむちエロボディの人妻になっていた！夫とセックスレスで欲求不満な彼女に廊下やトイレや人の来ない場所に誘われヤリまくった！ 如月夏希 岬あずさ 志田雪奈（5月7日、SWITCH）全3名
- NTR制服少女 中出し10人5時間（5月7日、かぐや姫Pt/妄想族）全10名
- ミス・ユニバース 7th  ～二人のミス・ユニバース～ 岬あずさ 美らかのん（5月14日、GIGA）
- 最強ヒロイン淫獣化計画 ガイアウーマンよ、メスブッタとなれ～ 葉月桃 岬あずさ（5月14日、GIGA）
- 軟体デカ尻ヨガインストラクターに即ハメ！レッスン中のムレムレ汗ダクパンティの脇からデカチンねじ込み即激ピストン！火照った身体は超敏感で何度も何度もイキまくり！最終的に痴女覚醒してしまったヨギー2人とチャクラ（精子）果てるまで生セックス三昧！ 白鳥すわん 岬あずさ（5月14日、赤面女子）全10名
- 「こっちおいでよ～服着たままでいいから一緒にお風呂入ろう！」宅飲みからのまさかの混浴！酔っ払った女友達と服を来たまま狭いお風呂で二人きり！（5月19日、Hunter）全5名
- 中出し露天温泉 綺麗な顔と美巨乳の淫乱ビッチH超大好きカチカチ勃起乳首お姉さん 岬あずさ（5月28日、ま○こ銀行）全5名
- 女体狂辱 調教依頼してきた女たち（6月1日、中嶋興業）全4名
- ウェット&メッシー (WAM) 金銀銅粉スポーツテスト 星仲ここみ 岬あずさ 富井美帆（6月10日、ROCKET）全3名
- S級ニューハーフ濃厚レズ性交 Vol.8 高級人妻オイルエステ 胡桃レイ 有村のぞみ 岬あずさ（6月15日、ピーターズ）全3名
- 密室を満たす牝臭 ～変態腋汗レズ交尾～ 春原未来 岬あずさ（7月1日、U&K）
- 最終票決 涼花くるみ 芦名はるき 岬あずさ（7月7日、Hunter）全3名
- 家出したボクを拾ってくれたヤリマンお姉さんと同棲生活で夢の即ハメ！ヤリまくりヤリチン生活！？家庭で色々あって家出を決意したボク。（7月19日、Hunter）全5名
- 「そんなに激しく突いたらスイッチ入っちゃう！」ヤリマン義妹が童貞の追撃ピストンで本気イキ！カニばさみロックからの抜かずの連続杭打ちピストン…（7月19日、Hunter）全5名
- 唾液ダラダラ！愛液ドロドロ！黒髪女子○生を粘着なめくじクンニで惚れさせるレズ汁痴漢 3（7月22日、ナチュラルハイ）全7名
- 近所のデカ尻奥さんはミニスカ黒パンストで誘惑するむっつりスケベ！透けパンチラでヤラレ待ちしてるから、パンスト破って硬チ○ポねじ込んでやりました。 岬あずさ 伊佐木リアン 羽生アリサ（7月22日、SWITCH）全3名
- 終電を逃した親友の彼女を家に泊めて朝まで何度もハメまくり！しかし朝迎えに来た彼氏から隠れ一緒に帰らない彼女…「昨日のことは忘れて…」と（8月7日、Hunter）全5名
- べろんべろんに舌を絡ませ合いお姉さんの甘い唾液飲まされながら乳首弄りとフェラチオされ続ける（8月13日、アロマ企画）全8名
- 今日は朝までうちらとパコろうよ! アゲアゲ中出しヤリマンNIGHT!! 潮吹き、ごっくん、アナル、メスイキ、おしっこ、NG無しの無制限射精ハーレム乱交パーティー!! 浜崎真緒 今井夏帆 深田結梨 岬あずさ 真矢みつき（8月25日、本中）全5名
- スキンコレクター黒皮さん 岬あずさ 永野楓果 月島なる（8月26日、ROCKET）全3名
- 中出しブルマん娘 あずさ 岬あずさ（9月9日、フェチ眼）
- 美女たちの足裏をふやけるまで舐めたい! 6  ランニングシューズ編（9月9日、RADIX）全5名
- 美しき勇者 もーれつ仮面 岬あずさ 志摩ことり（9月10日、GIGA）
- 緊縛調教妻 真面目な夫に相談できず、祖母の遺した借金で狂っていく日常… 弱みに付け込んだ義父に翻弄される孤独な若妻 岬あずさ（9月14日、グローバルメディアアネックス）
- 「アンっ…」「本当にいいの！？」「いいから続けて絶対おっぱい大きくなるんだから！」真面目な姉が育乳懇願！決してオッパイは小さくない姉がなんで（9月14日、Hunter）全5名
- 「勉強がんばるからエッチなこと教えて欲しいです…」真面目な女子○生が家庭教師のボクにエッチなお願い！勉強とエッチの両方を教えることになった…（9月14日、Hunter）全5名
- さんざんおマ○コにチ○ポ欲しそうな素振りしてたのに最後はおマ○コ見せつけ脚コキで射精させる「匂わせ女子」（10月5日、アロマ企画）全5名
- 軟体っ子 挑発オナニー（10月12日、アロマ企画）全4名
- 家キャバ ボクに突然できた義姉は現役キャバ嬢！『大学行くぐらいならキャバクラに行って人生勉強した方がよっぽどタメになる！』と言って…（10月12日、Hunter）全5名
- 黒パンスト女子社員のむっちり透けパンチラ誘惑！ 足マッサージしてあげると敏感太モモと丸見えお尻がヒクヒク反応。社内や出張先や自宅でパンスト破られ熱いイチモツぶち込まれるの待ってまーす 岬あずさ 富井美帆 蘭々（10月21日、SWITCH）全3名
- ガチでリアルに！！モデルさんの自前ナマ下着でパンチラ撮らせてもらいました（10月26日、アロマ企画）全13名
- BWPトーナメント 決勝戦 岬あずさ 前乃菜々（12月3日、バトル）
- 唯一採用されたアダルトグッズメーカーに就職したら、私達が玩具にされてしまいました…。朝日しずく 美波沙耶 岬あずさ（12月14日、Hunter）全3名
- BWP09 第二試合 夏目みらい vs 岬あずさ エクストリームタイトルマッチ（12月15日、バトル）
- 潮吹き！なま唾接吻レズビアン 宮村ななこ 岬あずさ（12月21日、U&K）
- ラブラブカップル同士が互いのパートナーを交換するスワッピングゲームに挑戦！！相手の彼女＆彼氏をより多くイカせたら賞金100万円！？勝利の為にエグイほどのエロスキル発動ｗｗ賞金の為に恋人の目の前で他人と生挿入中出しSEX！？（12月24日、赤面女子）全4名
- EXECUTIONER 生贄は二度死ぬ 02 岬あずさ vs 愛月セリア（12月28日、バトル）

- センズリ応援団! オナニー指揮するエッチなオナサポチアリーダー（1月4日、アロマ企画）全6名
- 美少女戦士セーラーセイントエルメス ～魔凶狩人忍法帖～（1月14日、GIGA）
- 素人美少女とリモコンバイブお散歩4ーSBY区編ー「もう我慢できません…//」人混みの中ビクビク震えてイキまくってしまう女子たち！人生初の羞恥プレイでまさかのエロスイッチオン！車移動中も大胆カーオナニー！最後は近くのスタジオで心行くまで生セックス！（1月14日、赤面女子）全4名
- ノーパン痴首いじり（1月25日、アロマ企画）全7名
- ノーブラおっぱいを押し付けてくるマセた巨乳義妹に童貞を奪われたボクが覚醒ピストンで連続中出し！二次元しか愛せない童貞のボクにマセた巨乳義妹…（1月25日、Hunter）全5名
- 『お口までと言っていたのに、挿入？』超早漏で落ち込んでいるボクを心配する義母が手コキ＆フェラですぐイカないように特訓をしてくれる事に！（1月25日、Hunter）全5名
- 濡れてテカってピッタリ密着 神スク水 岬あずさ（1月27日、親父の個撮）
- BWP 09 聖戦 -JIHAD-（1月28日、バトル）全10名
- BWPトーナメント 番外編 岬あずさ 永野つかさ（1月28日、バトル）
- マンション型高級メンズエステ※卑猥施術中出し裏オプション※完全盗撮（2月3日、素人39）全4名
- パンティ顔騎やおっぱい窒息されながらの乳首責めでチ○ポを放置されても射精する男たち 2（3月1日、アロマ企画）全5名
- 腰破壊SPECIAL 5 岬あずさ／音琴るい（3月4日、バトル）
- 女子プロレス 変則ランバージャックデスマッチ 01 ＜有名女優対決＞ 岬あずさ 永野つかさ（3月4日、バトル）
- マイクロビキニ固定バイブ宝探し 2（3月15日、はじめ企画）全4名
- 黒人巨大マラ 犯された日本人美女 浮気癖の若妻に下った天罰! 犯され快楽堕ちする凌辱4P輪姦 岬あずさ（3月22日、グローバルメディアエンタテイメント）
- 鮮明に見える美少女たちのパンティ染み！ぐちゅぐちゅ指ズボッオナニー！！「ああんっ…いっぱいイクとこ見てほしいのぉ」大好きなアナタに送る自撮りオナニービデオレター 3（3月22日、S級素人）全6名
- うぶカワイイ素人女子大生が激ムズミッション【童貞君の精子を30 ml射精できれば100万円！！】に挑戦！？超照れながらもチェリーち●ぽをヌキヌキしているうちに赤面発情//「私が初めてでも…いい？」まさかのそのまま生ハメ筆おろし//連続射精＆大量生中出しSPECIAL（3月25日、赤面女子）全4名
- 「体液飲んでくれると興奮するの、、、」止められない欲情に限界が！！唾液ダクダク体液交わる濃密SEX 彩川ゆめ 岬あずさ 夏希まろん（4月1日、DOC）全3名
- ボクの事を昔イジメていたヤンキー娘が美人妻になって健全なマッサージ店で性的サービスをしている情報を入手、それをネタに復讐ついでに中出しまでした件。28 岬あずさ 美甘りか 乙アリス（4月5日、変態紳士倶楽部）全3名
- むちむちの太腿と尻を好きなだけ触らせてもらえるミニスカ回春エステ（4月19日、アロマ企画）全5名
- 騎忍戦隊シノビレンジャー レズ地獄に落ちたシノビブルー 星あめり 岬あずさ 神楽りん（4月22日、GIGA）全3名
- 素人トーキョー No.03 円光女子校生に生ハメ中出し! みつき・あずさ・まこ・みう（4月26日、素人トーキョーH.S./妄想族）全4名
- 絶対パンチラ! 色んなシチュエーションで挑発してくる小悪魔美少女4人組 岬あずさ 渡辺まお 高瀬りな 久留木玲（5月3日、MARRION）全4名
- 新設小悪魔マッサージで感じちゃった僕。その2（5月3日、アロマ企画）全5名
- おもらししてグチョグチョになったパンティを男の顔に押しつけ悦ぶ女性たち（5月3日、アロマ企画）全5名
- 女教師レズビアン雌奴隷 ～悪魔のような美少女の微笑みマゾ調教～ 乙アリス 岬あずさ（5月10日、ビビアン）
- 睾丸弄られながらのフェラチオと両乳首弄られながらのベロチュー、計5点責めで狂わされ続ける（5月10日、アロマ企画）全6名
- マングリポーズのお尻の穴の収縮とシワの本数までバッチリ分かるアナルひくひくオナニー 2（5月24日、アロマ企画）全15名
- 飴玉しゃぶった唾液とめどなく飲まされ続けながらアイスキャンデーのようにち○ぽしゃぶられ続ける（6月14日、アロマ企画）全8名
- 私に飼われてみない? 実録。レズペットを飼う絶世の美女 美谷朱里 岬あずさ 皆月ひかる（6月14日、ダスッ!）全3名
- 囁き痴女淫語に蕩けまくるカースト底辺女教師 唾液・快楽漬けの舐め犯しレズビアン調教 佐藤ののか 岬あずさ 成田つむぎ（6月14日、ビビアン）全3名
- 割れ目にジャストフィット! 僕の鼻にパンティのマン土手を押しつけて誘惑するお姉さま（6月14日、アロマ企画）全5名
- 雷光戦士セーラーライトニング ～放電地獄～ とある愛の行く末 岬あずさ（6月24日、GIGA）
- 素人女子大生限定！パンティ素股でカチカチち●ぽがアソコに擦れて赤面発情！クロッチは恥ずかし汁まみれ！そのまま生で擦り合わせて、ヌルヌルワレメに結局つるんっと入って生中出し！！感度抜群・史上最速の秒イキ娘編（6月24日、赤面女子）全4名
- 素人ヘアヌード大図鑑～進学校に通う女子学生編（6月28日、S級素人）全10名
- 女のイキツボ直撃レズエステ4 乳首いじりとこねくり責めで拒絶しながらも絶頂をくり返す未開発のカラダ（7月7日、ナチュラルハイ）全6名
- 巨乳VS微乳 おっぱい大戦争「妹たちよ大っきかろうが小さかろうがおっぱいはおっぱいだよ！」突然出来た2人の義妹。2人とも超可愛いんですが…（7月12日、Hunter）全6名
- いやらしい接吻 同棲レズカップル 愛し求めイカセ合うマジのレズセックス 岬あずさ 美井ひなの（7月21日、ヒビノ）
- ネズミ講式非道の連鎖! 下校中のお嬢様学校の女子○生! 巻き添えレイプ! 5 「自分だけ不幸だと明日から学校行けないよね? 嫌いな子をもっと痛い目に合わせちゃいなよ?」と、表面上は仲良しだけど、心の底ではクソ嫌いな‘自称親友’を呼び出させ首絞め! 鬼イラマ! イカせる激ピスでエンドレス中出し 岬あずさ 唯奈みつき 朝比奈ななせ（7月21日、サディスティックヴィレッジ）全3名
- OL黒ストッキング挑発オナニー（7月22日、TMA）全14名
- 隣人盗撮＃4 ～JD2名・生P＆S・25日分～ 岬あずさ 三尾めぐ（8月4日、素人39）
- 完全撮り下ろしP活女子○生8人！美少女J○達をYENの力で好き放題に個人撮影！！初めての大人チ○ポで膣奥ピスられ大絶頂！最終的には「もうお金はいらないので…」と朝までおかわり連続生中出しセックス！2枚組9時間超！暑中お見舞い申し上げますSP！（8月12日、赤面女子）全8名
- Mドラッグ 女体肉便器 岬あずさ（8月15日、ドグマ）
- おしっこ飲ませ聖水メンズエステ びちょびちょビッ痴の体液まみれハーレムで何度も溺れイキ! 百瀬あすか 岬あずさ（8月16日、MOODYZ）
- タチとタチ ～隣の女はレズ色情狂～ 神納花 岬あずさ（8月16日、U&K）
- いつでも誰とでも休む暇なく好きなタイミングでヤリまくり！ヤリマン4姉妹に拾われた家出少年のボクには拒否権なしのヤバすぎるセックス契約！（8月23日、Hunter）全4名
- びゅるびゅるッ！僕と彼女の射精日記 コンプリートBOX（9月1日、素人39）全10名
- 女教師in...（脅迫スイートルーム） 岬あずさ（9月1日、ドリームチケット）
- わたしの豚ヅラ、見てください。 岬あずさ（9月2日、ドリームチケット）
- 湘南でキラキラ輝く水着ギャルを媚薬サンオイルでマッサージ！？激発情！ハメ潮！イキ潮！大量スプラッシュ！エンドレス膣痙攣！本気汁3909cc！怒涛の連続生中出し（9月9日、赤面女子）全4名
- 岬あずさを変態育成した記録映像（9月22日、h.m.p）
- 美意識高い系女子がFカップ細身クビれボディでおじさんにご奉仕セックス 岬あずさ（9月24日、Shark）
- 王様ゲームで乱交しまくり! 若妻だらけの町内会は誘惑だらけ! 王様ゲームをやりたがるドスケベ若妻がハメを外し過ぎてまさかのハーレム大乱交! 4（9月27日、Hunter）全7名
- メンズエステ嬢の裏サービス（10月4日、S-Cute）全5名
- 粘着追跡・昏睡姦～被害女性4名～（10月6日、素人39）全4名
- ＃飲み友募集【検証】マッチングアプリで知り合った女の子をお持ち帰りできるのか? The Final Episode feat.FALENOTUBE（10月6日、FALENOTUBE）全4名
- W痴首舐められ性感道場 2 新村あかり 岬あずさ（10月11日、アロマ企画）
- エビ反りM男君の突き出しち●ぽを2人がかりで快楽責め 1（10月11日、アロマ企画）全4名
- 湯けむり縄刻 3 岬あずさ（10月20日、ヴァンアソシエイツ）
- ごっくんペット化首輪 一条みお 岬あずさ（10月20日、ROCKET）
- アソコに直穿きスポウェア女子 エクササイズで染みてくる欲情♡ エロ高揚感が抑えられない! 美丘さとみ 岬あずさ 星川まい（10月22日、オイスター海運）全3名
- 巨乳ソロキャン女子たちと数珠繋ぎFUCK! AV史上これほどヤリまくる作品はあったでしょうか? とにかく気が狂うほどに入れ替わり立ち替わりヤリまくり! 2（10月25日、Hunter）全5名
- 「謝らなくていいからスカートあげてパンツ見せてよ!」 無実なのにボクを疑った勘違い女がボクを睨みつけながら屈辱のパンツ見せ! 当然ボクはフル勃起!（10月25日、Hunter）全5名
- 左乳首フェザータッチでさわさわ焦らされ続けながら右乳首バキュームでじゅるじゅるしゃぶられ続ける（11月1日、アロマ企画）全6名
- 黒ストッキングの太腿で両手ロックされ乳首弄られ続けながら亀頭ふやけるまでち○ぽしゃぶられ続ける3P快楽地獄（11月8日、アロマ企画）全8名
- 年の差淫乱レズ性交 ～レズ娘に堕とされる奴隷願望人妻～ 岬あずさ 藤木紗英（11月15日、U&K）
- 【素人個撮】どこでもフェラチオ美少女 3（11月22日、S級素人）全10名
- コスプレ緊縛倶楽部ぶっかけ映像集 4時間（11月25日、TMA）全11名
- 桃尻お姉さんの四つん這いフェラ & 乳首舐め 全方位から観察（12月6日、アロマ企画）全6名
- 友達の前でどこまでエッチなことできますか? Episode1 feat.FALENOTUBE（12月8日、FALENOTUBE）全4名
- オトナの脱毛サロン 一度は受けてみたいVIO脱毛（12月13日、アロマ企画）全5名
- 『お客様のち○ぽ最高ですわ…』と耳元で囁かれながら逆手オイル手こきでじっくりシゴかれ続ける3P焦らされ回春サロン（12月20日、アロマ企画）全8名

- 海の家中出し痴漢 2023 #2（1月5日、素人39）全4名
- 射精を受け止めたパンティを穿きオナニーする女の子。その姿に興奮して再びぶっかけ射精!（1月10日、アロマ企画）全5名
- オジサンの事を見下している生意気な少女達を理解らせWレ×プ 有村のぞみ 岬あずさ（1月17日、無垢）
- ヒロイン白目失神地獄 34 アクセルガール 岬あずさ（1月27日、GIGA）
- 湘南の海で出会った水着ギャルがデカチン男性とマッチング! 密着素股オイルマッサージに挑戦!? クリトリスと生チ○ポが擦れ合い快楽のあまり密着即ズボ! 連続生中出し!! 2（1月27日、赤面女子）全4名
- どっちも大好き♡ 都合良すぎなサドマゾ女  変幻自在な変態娘。岬あずさ（2月7日、S-Cute）
- 夏だ//海だ//水着ギャルだ//御宿ビーチのビキニが眩しい素人お嬢さん! 童貞君のオナニーのお手伝いしてくれませんか? こぼれおちそうな巨乳 & ムチムチヒップに童貞鼻血ブーww 暴発しちゃう元気な童貞ち○ぽにエチエチサマーGirlが筆おろし & 生中出し（2月24日、赤面女子）全4名
- おち○ぽ洗い屋 サウナレディのお仕事（2月28日、S級素人）全10名
- 妄想アイテム究極進化シリーズ シン・ボディジャック PART.3 佐藤ののか 綾瀬ひまり 神納花 山本蓮加 岬あずさ（3月9日、ROCKET）全5名
- 押しに弱いエステティシャンへハミ出し勃起チ○ポをアソコに押し当てパンツ越し先っぽグリグリ挿入! 欲しがるまで焦らしコスればナマSEXできちゃうのか? Vol.8（3月21日、はじめ企画）全4名
- 人気No.1美人セラピストが独立して始めた《高級個人サロン》がやばい 岬あずさ（3月28日、ヤングコーン/妄想族）
- プリ尻密着型メンズエステ! パンチラで誘われオイルまみれのデカ尻に焦らされすぎたチ○ポは収まりつかないよ 「お客様そんなに動いたらペニスがパンティ破って入ってきちゃいますよぉ♡」岬あずさ 水卜麻衣奈（4月6日、SWITCH）
- 天真爛漫スレンダー美女 岬あずさ Best 250min.OVER SPECIAL（4月15日、ピーターズMAX）※単体ベスト
- 調教志願 すべては私が望んだこと（4月28日、スリートップパブリッシング）全4名
- 放課後の黒タイツ女子○校生たちに突撃交渉! 同い年の童貞クンと人生初の王様ゲームしてみませんか？いろいろなデニール数のムレた黒タイツを独り占めでハメまくり!! 挟まれ踏まれ絞められて中出し放題!! ハーレム筆おろし大乱交!（5月2日、DEEP'S）全5名
- 素人ガチレズビアンみづきーなのAV女優狩り 咲野瑞希(みづきーな) 岬あずさ 望月あやか（5月11日、ROCKET）全3名
- 「あなたの射精をサポートします!」 宅配センズリサポーター 岬あずさ（5月16日、犬/妄想族）
- マジックミラー号レズエステ 田舎育ちの激うぶ美巨乳お姉さんが女同士でドキドキマッサージ体験 ノンケ女子は理性崩壊!? W快感悶絶レズアクメ!! 【圧倒的4K映像でヌク!】（5月25日、DEEP'S）全5名
- フェラチオのお仕事にやってきた素人娘に予告なしの突然口内発射 5（6月1日、OFFICE K'S）全10名
- 一般男女モニタリングAV ラブラブカップル限定 影絵に挑戦! ドキドキ寝取られシルエットクイズ! 布越しに彼氏に見られているのに女子大生がデカチンSEXで生中出し!（6月6日、DEEP'S）全4名
- 竿を喉奥に咥え込みながら顔動かさずに舌で亀頭かき混ぜ続けるフェラチオ 2（7月4日、アロマ企画）全5名
- 電脳特捜インスペクターR Act.2 セキュリティー崩壊! 仕組まれた任務 岬あずさ 花宮レイ（7月28日、GIGA）
- 下着買取りサイトで知り合った素人の使用済み下着 vol.2 岬あずさ（7月31日、使用済み下着のパンじみ）
- 恋人いちゃラブドキュメント 24時間えちえち可愛い 岬あずさちゃんと1日イチャイチャデート 岬あずさ（8月15日、パコパコ団とゆかいな仲間たち/妄想族）
- Mドラッグ 女体肉便器 岬あずさ（8月15日、ドグマ）
- 岬あずさにエロいこと全部されたい!! 岬あずさ（8月22日、アロマ企画）※単体ベスト
- 先輩CAがまさかのレズビアン?! 仕事中に乳揉みレズハラされて感じてしまった新人CA（8月24日、DANDY）全4名
- 女教師in...（脅迫スイートルーム） 岬あずさ（9月1日、ドリームチケット）
- 普段は真面目で目立たないオンナはど変態! ドスケベお下品妄想が止まらない! 地味ビッチ娘～脳イキでキメセク雌堕ち! ～03（9月1日、ONE MORE）全3名
- 恥じらう素人娘たちの生おっぱいモミみまくり!! 5（9月1日、OFFICE K'S）全28名
- ホテルウーマン集団わいせつ 2 ～鬼畜行為で壊された女性客室係～（9月7日、素人39）全4名
- 色狂い盗撮魔Wの二人同時パパ活記録＃11・12（9月7日、蜃気楼）全4名
- 高級美容サロン勤務の美人セラピストさんがお口だけでじゅぼんじゅっぼんバキュームノーハンドフェラ!? 上品な一流エステティシャンがお口だけのマッサージww 心を込めてチ○ポをしゃぶり尽くして思わず赤面発情… 総発射12発! 4人全員中出しSP（9月8日、赤面女子）全4名
- 「媚薬なんか効くわけない」と飲み干した義母がまさかの発情?! 家事をしながら家中のモノをズボズボ挿入! イキ潮まき散らしオナニー!! 及川うみ 戸川なみ 岬あずさ（9月21日、DANDY）全3名
- 岬あずさを変態育成した記録映像（9月22日、h.m.p）
- 海ちかん湘南ビキニハンターはしゃぎ疲れたベロベロ水着ギャルおま○こに生チ○ポ挿し込み喰いあさる（9月22日、ハラスメント）全12名
- メイドコスで生穴ズリしてくれる奉仕型OLセフレ あずさ 岬あずさ (24)（9月27日、First Star）
- 恥じらい素人娘限定！聖水チャレンジ！！人生初のおしっこ飲ませ＆飲尿クンニで大量お漏らし 尿臭オマ○コの匂いと味を舌になすりつけて小便ぶちまけ連続中出しSEX（10月13日、赤面女子）全4名
- 《強〇わいせつ流出》《ブラック部活》女子マネ集団い〇め/昨年全国ベスト8・名門大学サッカー部/被害者4名（11月2日、素人39）全4名
- デカチン制裁！塩対応パ●活超生意気娘を徹底的に理解らせた バックの途中でコンドームポイ！何度イっても謝っても絶対許さない高速激ピストンで足腰ガクブル完全敗北！泣きべそイキ！！5 大人をなめ腐った円光娘4名（11月10日、赤面女子）全4名
- 超裏オプ全開！！予約3カ月待ちの高級ド痴女メンエス嬢との悶絶必死Wセラピスト施術！！紙パンツを突き破る勃起チ○ポを昇天させる神業ハンドテクで責め続ける怒涛のエロマッサージ（＾＾；）（11月10日、赤面女子）全10名
- この女、まじ調子乗っててウゼーから、今から雑巾くらいズタボロにぶっ壊れるまでレ●プし続けます！！ 倉本すみれ 岬あずさ あおいれな（11月14日、ダスッ！）全3名
- まさかこんなけなげなひよこ女子が…媚薬を盛られ理性完全崩壊！！ところかまわず異物オナニー！イキ漏らしアクメ！！ 4 ＜部活中のスポーツ女子編＞ 岬あずさ もなみ鈴 さつき芽衣（11月23日、ひよこ）全3名
- 憧れの女性職業の最高峰！大手航空会社のキャビンアテンダントと童貞君が黒パンスト直穿き素股で超発情！？黒パンスト越しの童貞デカチン先っぽ3cm挿入！敏感なオマ○コの入り口をグリグリされて奥まで挿れて欲しくなっちゃったCAさんが生ズボッ筆おろし（11月24日、赤面女子）全4名
- 頭もチ〇ポもバカにさせてやんよ！ 嘘つきM男を追い詰める1日監禁パニックルーム！おしっこ・飲尿・メスイキ・レズ・大乱交 最狂女ハーレム中出し！！ 波多野結衣 浜崎真緒 望月あやか 新村あかり 岬あずさ（11月28日、本中）全5名
- 美尻お漏らし顔面騎乗（12月1日、OFFICE K'S）全6名
- 結婚した元彼をパンチラで誘い、彼の家庭や自宅でドキドキSEXにハマるいけない人妻 岬あずさ（12月11日、ヒビノ）

- 「1cmだけでいいから挿れさせて！」1cm挿入空気椅子でケツ肉＆太ももをプルプルさせながら本気挿入を我慢する義母！息子のイキリ勃つ若き勃起…（1月9日、Hunter）全4名
- 長髪射 岬あずさ（1月25日、レイディックス）
- 舞ワイフ ～セレブ倶楽部～ 178 夏木りん 岬あずさ（1月25日、AROUND）全4名 ※「入山あずさ」名義
- 「一緒にお風呂入ろ！」大人に成長した従姉妹の無防備な巨乳と混浴（ハート）反応しすぎた勃起チ●ポを握られ我慢できずお風呂場でハメちゃった！ 岬あずさ 有村のぞみ 紺野みいな（2月22日、SWITCH）全3名
- 粘着生刺し営業研修～新人女性社員4名・OD中出し指導～（3月7日、素人39）全4名
- 地方出身のカワイイ女子大生の皆さんwwあなたのお家で「ED童貞くんを10分以内に勃起させたら10万円！？」ゲームにチャレンジしてみませんか！（3月8日、赤面女子）全4名
- オナニー中毒、セックス相手にお困りの方は一度ご相談ください。SEX外来～性欲が強過ぎるSEX中毒の患者を治療～（3月12日、Hsoda）全4名
- 上戸まり レズ解禁 ～義姉のマ〇コは蜜の味～ 上戸まり 岬あずさ（3月20日、アイエナジー）
- 裏オプを断られた美人エステお姉さんを仕事終わりに待ち伏せ！レズ堕ちするまで付きまとう潮吹きビアン女子大生 岬あずさ 末広純（3月20日、DANDY）全4名
- スプラッシュシェアハウス！朝から即潮吹きまくり！イキまくり！男はボク1人のシェアハウスに入居したら超敏感女子ばかりで潮吹きまくってヤリまくり（3月26日、Hunter）全6名
- ぶっ壊れたまま大人になってしまった女たち。過去に性的いじめを受け、そのまま大人になった見た目は清楚な女性は変態的なエッチしか感じない（3月26日、Hunter）全4名
- MOODYZファン感謝祭 バコバコバスツアー2024 AV男優発掘＆育成スペシャル！！ AV男優を目指す素人16名とAV女優16名の1泊2日大乱交ツアー！（4月2日、ムーディーズ）全16名+6名
- 腋マニア潮吹きレズビアン ～お願いだからその腋食べさせて～ 岬あずさ 皆瀬あかり（4月2日、U＆K）
- 脱出不可能！狭いお風呂で巨乳おっぱい急接近で逃げ場なし！久しぶりに実家へ帰ってきた義姉が突然「一緒にお風呂入ろ！」と言い出してお風呂が（4月9日、Hunter）全5名
- 縛る 岬あずさ（4月16日、ドグマ）[24]
- MOODYZファン感謝祭 うらバコバコバスツアー2024 補欠者救済？魁！男優塾である！（4月16日、ムーディーズ）全4名
- IKUNA＃11.0』岬あずさvs有加里ののか 全セクシー界GAMANKO最M対決 業界最狂どマゾんほぉ級最M頂上決戦！ いつもイキ潮まくるAVスター競演＜イキガマン狂い＞絶頂決戦『IKUNA』シーズン3！イキガマンの果てに手にする絶頂は恍惚か！失神か！失禁か！最高の絶頂女王は誰だ… 岬あずさ 有加里ののか（4月19日、BOTAN）
- 三角木馬責め！！ 02 股間を引き裂かれてヒーヒー泣き叫びながら、ワレメに直撃！天まで突き抜けるような刺激に堪らずイッてしまう女たち（4月23日、ブラックドッグ）全4名
- グラドル集団生刺しフォトセッション～中出し撮影会・狙われたモデル4名～（5月2日、素人39）全4名
- だれとでも定額挿れ放題！ホテル編 月々定額料金を支払えば何泊でも何発でも出来ちゃうサブスクホテルがついに登場！！ホテル従業員、宿泊客…（5月14日、Hunter）全8名
- ザ・和姦19 犯●れた男に狂う妻 ～クズ男に孕まされて・・～ 岬あずさ（5月14日、ながえスタイル）
- アナルのシワの数までハッキリわかる！スティックローター連続絶頂アナル見せオナニー（5月23日、アイエナジー）全12名
- 美人アスリート女子大生が鍛え上げられた身体とエロテクで射精させるほど賞金GET！全身精子まみれ連続射精チャレンジ！イカせる為なら桃色おま○こに生挿入も（ ゜Д゜）青春汗だく中出しSEXww大量39発射SP（5月24日、赤面女子）全4名
- New Tale’s 新・テイルズ戦士 episode_04 岬あずさ 藤井レイラ（5月24日、GIGA）
- 「ねぇ…私たちの体に絡まってみる？」過激な網タイツでボクを誘惑する義姉たちと逃れられない中出し乱交！冴えないボクと正反対のヤリマン義姉！（5月28日、Hunter）全5名
- 「えっ！？コレが実習？」エステ専門学校に入学したら男はボク1人！実習はタオル1枚の女子の体を触りまくり！ボクの股間は触られまくりでフル勃起 5（5月28日、Hunter）全5名
- 社員旅行で美人女子社員たちと男はボク1人の夢の王様ゲームで大乱交！日常を離れ、温泉宿でまさかの激エロ体験出来ちゃいました！ 2（5月28日、Hunter）全5名
- デカ尻レズビアン ～お尻丸見え！！エロショーパンで挑発～（6月4日、U＆A）全6名
- 女子社員の黒パンストから透けたパンチラがエロ過ぎて、会社や出張先でパンスト穿いたままチ○ポ挿しこませてもらった 水卜麻衣奈 前乃菜々 岬あずさ（6月6日、SWITCH）全3名
- 部下の女子社員のパンストパンチラが気になり残業中オフィスでパンスト破いてハメました 岬あずさ（6月7日、ヒビノ）
- 「濡れちゃった…タオル取って！」ゲリラ豪雨でワンピースびしょ濡れ！下着スケスケの義姉に大興奮！濡れて服がビタっと張り付いて身体のラインも…（6月11日、Hunter）全4名
- How to学園 観たら【絶対】SEXが上手くなる教科書AV 【ニューハーフSP】 NH・男の娘・女装子とのSEX全て教えます！（6月11日、バレマンッ！！/妄想族）全5名
- えっ！？80％？なにこの数字？ヤレる確率が可視化されてボクだけに見える世界！なんだその頭の上に見えてる数字は！（6月25日、Hunter）全5名
- ギャル系メンエス店の塩対応セラピストにフルオプション超ロング延長いれたら神展開！極エロ裏オプ発動（ ﾟДﾟ）超密着エチエチ施術でキンタマ枯渇するまで射精無制限！濃厚中出しSEX施術を隠し撮り！（7月4日、素人39）全4名
- 天下無双の極エロ同盟！顔面騎乗のカリスマ《本真ゆり》×ベロチュー乳首弄りの女神《岬あずさ》！！ 本真ゆり 岬あずさ（7月9日、アロマ企画）
- 修学旅行先のホテルで生意気な同級生女子たちを追い掛け回して何度も何度も連続中出し！お酒で爆酔いした童貞が何度中出ししても復活する絶倫ゾンビ化（7月9日、Hunter）全7名
- 酔っパコごっくんパリピGAL ！ 乱痴気ビッチにキンタマカラッポ痴女られナイト ！ 蘭華 岬あずさ（7月16日、チキチキカマー）
- 『顔にいっぱいかけて欲しいです…』超ドMちゃんだった2人の巨乳女上司！普段は超絶厳しい2人の女上司と飲み会してたら段々と態度が豹変してきて…（7月23日、Hunter）全4名
- 湘南の海で出会った水着ギャルがデカチン童貞君と「素股オイルマッサージ」に挑戦！生マンにヌルヌルこすれるデカマラに発情しちゃって「おま○こに入れてみるw」そのまま筆おろし生ハメ中出しSEX！！ 2（7月26日、赤面女子）全4名
- ガチ中出し女優ちゃん 岬あずさ（7月27日、First Star）
- Wせふれ温泉旅行 あずさ＆のあ 岬あずさ 天晴乃愛（8月6日、パコパコ団とゆかいな仲間たち）
- サヨナラ ビーストイエロー 引退日の悪夢 岬あずさ（8月9日、GIGA）
- 大好きな女性のペットになりたい。哀願ペット奴隷レズビアン。 有加里ののかは引退前の岬あずさに犯されたい。 岬あずさ 有加里ののか（8月13日、ビビアン）
- 陰キャの俺達をイジメたこいつらを復讐のわからせイラマSEX（8月22日、FALENO TUBE）全4名
- 絶対に付き合ってくれないけど生ではさせてくれるセフレ あずさ（25） 岬あずさ（8月27日、First Star）
- 「すいません…お風呂貸してください…」隣人のバツイチ女性が濡れ髪でやってきた！給湯器の故障でお風呂を貸したらエッチすぎる身体を見てしまい…（8月27日、Hunter）全5名
- ねとらせ輪姦旅行 見知らぬ宿泊客に妻を抱かせたい 岬あずさ（8月27日、ながえスタイル）
- 突然できた義理の姉妹は超歪んだ関係。義姉は義妹をおもちゃの様に扱い義妹は超気が弱く義姉の言いなり！しかも義姉は超スケベ！義妹は超優等生で…（9月10日、Hunter）全4名
- 定時制〇校の生徒達がエッチで過激なヤリスギ文化祭を勝手に開催！全日制の文化祭後『飲酒OK！お触りOK！挿入OK！』のブッ飛び模擬店…（9月10日、Hunter）全6名
- 羞恥SEX洗脳 スリングショット水着でトレーニング（9月12日、ROCKET）全4名
- MOODYZファン感謝祭バコバコバスツアー2024完全版 バコバス7時間50分＋うらバコ4時間＋未公開シーン収録13時間（9月17日、ムーディーズ）全20名
- 『口だけなら何発出してもいいよ…』デカチン絶倫童貞男のお願いを断り切れず10発以上おしゃぶりごっくんしたら我慢できずに挿れちゃう女たち…（9月24日、Hunter）全5名
- 超攻撃的なパンスト接写＆足コキオナニー（11月5日、マックス・エー）全10名
- SEXに恋したAV女優 岬あずさ 引退 相思相愛な監督3人それぞれが向き合った岬あずさの生き様 岬あずさ（11月19日、ムーディーズ）※引退作

### アダルトVR
- Fカップ現役女子大生の胸の谷間&食い込み尻を至近距離でガン見! 軟体ボディを味わう超密着イチャイチャVR（2月22日、kawaii*）
- 接吻しまくり淫口よだれ少女（3月27日、ワープエンタテインメント）
- 彼女が水着に着替えたら… あずさのエロスイッチが完全にオン!! いちゃらぶイキまくりSEX!!（4月17日、CRYSTAL VR）
- 完全個室の密着花魁おっぱぶ（4月24日、KMPVR-bibi-）
- 何度も繰り返すキスと超接近する美巨乳＆アナルとヌルテカおっぱい弄りとベロちゅう手コキと覆いかぶさり潮吹かせと2視点の覆いかぶさり正常位と起き上がらせ密着バックと耳元アエギ目の前オッパイ騎乗位と密着対面座位【生中出し】（4月25日、アリスJAPAN）
- 放課後、クラスメイトがボクの机でオナニーをしていた（5月8日、KMPVR）
- パンチラ×太もも×ニーソ 絶対領域VR 3（5月16日、CRYSTRAL VR）全13名
- 胸チラ・パンチラ挑発で僕を誘惑してくる逆痴漢車両（5月28日、kawaii*）
- べろ愛撫VR（5月31日、ワープエンタテインメント）全6名
- 制服見学店を完全再現 マジックミラー越しにアナタの目の前に超接近! 至近距離でパンチラ・胸チラ・疑似フェラ & セックス! 岬あずさ 有村のぞみ 今井夏帆 枢木あおい 葉月桃 皆野あい 夢咲ひなみ 一条みお（6月27日、kawaii*）全8名
- 就活中の女子大生がムレムレ生パンティにシミをつけ続けるVR 使用済み生下着マニアの僕の部屋にパンツを売りにやって来た女子大生におマ○コをいじくらせてシミが付いていく様子をじっくり観察! パンティ着用したまま愛液ドロリ生ハメVR　岬あずさ・石原莉紅（7月10日、変態紳士倶楽部）
- 青春時代にカムバック! ドキドキ卒業旅行VR 女子風呂で生着替え&洗い合いっこ覗き見※僕だけ捕まってお仕置きハーレムフェラ!? 呼びだされて胸キュン告白!二人きりでイチャイチャのはずが… お祭り騒ぎで大乱交しちゃった1泊2日 岬あずさ 有村のぞみ 葉月桃 今井夏帆 皆野あい 夢咲ひなみ 一条みお 枢木あおい（8月7日、kawaii*）全8名
- 【超過激】 噂のマジックミラー制服見学店の裏オプスペシャル 制服少女8人がモロ出し生ま●こを至近距離で押しつけプレス! 岬あずさ 有村のぞみ 葉月桃 今井夏帆 皆野あい 夢咲ひなみ 一条みお 枢木あおい（8月22日、kawaii*）全8名
- 超至近距離で見せ付けてくれるオナサポ女子（9月13日、CASANOVA）
- 歪んだ義理姉妹! 突然できた義理の姉妹は超歪んだ関係だった!! ボクに突然出来た義理の姉妹は超可愛くて超巨乳!!そして仲が良い!!と、思っていたら義妹は義姉をおもちゃの様に扱い義姉は超気が弱く何でも義妹の言いなり!!しかも義妹は超スケベな女で義姉は元々超優等生でまじめ娘だったらしいのですが、義妹の調教で超絶ドスケベな女になった!!ボクは二人の性処理を無理やりやらされますが、何度もエッチが出来るしボクのエッチスキルも上達するから良しとします!! 岬あずさ・三原ほのか（9月18日、Hunter）
- 脅し寝取り 〜酔って寝ている友達の彼女を夜這いして〜（10月4日、CASANOVA）
- 新人発掘アイドルオーディションVR（10月11日、ナチュラルハイ）全5名
- 妹と兄（11月1日、CASANOVA）
- 疲れたアナタをタップリじらして癒してくれる至れり尽くせりの専属中出しパイパン美少女痴女メイド（11月7日、宇宙企画）
- ボクの部屋はいつの間にかワケあり家出少女たちの溜まり場！Hは決して嫌がらないし何度、中に出しても文句言わない。何があったのか…理由は何も喋らないしほぼ無口…でもHの時は超感度が良くて…たまにボクの友達も来てヤリまくっています！VR 5（11月13日、お夜食カンパニー）全10名
- HQ 劇的超高画質 新人スタイリストへの迷惑行為!「お客様、今日は誰もいませんが、ちょっとそういう事は…」（11月21日、4K VR）
- 妹風俗でかわいい妹達に中出しハーレム天国プレイ! 有村のぞみ 永瀬ゆい 岬あずさ（11月29日、4K VR）全3名
- 目の前で繰り広げられる臨場感満載の舌と口と喉の動きがわかるディルドイラマチオ（12月25日、ROOKIE）全8名

- 恥ずかしい恰好でSEXして恥ずかしい顔を目の前で見れるイキ顔ドアップVR（1月8日、ROOKIE）全8名
- M男の射精管理 岬あずさ（1月31日、CASANOVA）
- 射精コントロール! オナ指示痴女 岬あずさ（2月14日、CASANOVA）
- セックスに自信を持てない、女を虜にするセックスを極めたいそんなワンランク上のセックスを目指す方へ、女の子が喜ぶ本当に気持ち良いセックスを女の子目線で教えます!!  岬あずさ 通野未帆（2月20日、Hunter）
- HQ 60fps 岬あずさ 人妻調教中出し! 「今日、この人妻を調教します」 隠れたM性を開拓されて3年ぶりのSEXを堪能しつくす大量潮吹き妻!!（3月18日、MAX-A）
- 『何でアンタ抜け駆けして付き合ってるの？？みんなで裏校則作ったよね～。彼に手を出すの止めようって！！分かってるよね？？どうなるか…』…ボクが入学した学校は女子ばかりで男はボク1人！そんな学校に入学したらとんでもない裏校則があったんです！（3月31日、Hunter）全4名
- 高画質 湿った黒パンスト2 挑発オナニーJOI（5月13日、MAX-A）全6名
- 大量のオカズでセンズリし放題! 超至近距離で見せ付けてくれるオナサポ女子SP（6月12日、CASANOVA）全6名
- OL尾行押し込みレイプVR 岬あずさ・小鳥遊ももえ（8月19日、TMA）
- 本人私物の愛用パンツで顔面密着擦り付けVR（10月22日、SODクリエイト）全6名
- 義父にもてあそばれる汁娘 岬あずさ（10月23日、MONDELDE VR）
- あずさ女王様の言いなり射精管理（10月23日、MONDELDE VR）
- 汁家族ー義父はドS、弟はドM、潮が止まらない娘- 岬あずさ 完全版（10月23日、MONDELDE VR）
- 淫語連発ド変態痴女姉妹 ～究極の連携プレイでチン棒を犯しまくる～ 新村あかり 岬あずさ（11月20日、CASANOVA）
- 二股は絶対に許さない! 異論は認めない! 本当に好きだったのに… 生意気制服美少女復讐SEX（12月11日、ブイワンVR）
- 先生大好き！同時に告白してきた新体操の教え子2人と軟体3Pハーレムセックス 前乃菜々・岬あずさ（12月11日、ナチュラルハイ）
- レズ体感VR 媚薬漬けにされたメスのカラダは男の感度30倍! 女教師の体になってレズJ●カップルに【粘着ベロチュウ】【乳首舐め手マン】【バキュームクンニ】【糸引き貝合わせ】と骨の髄までトロトロ連続イキ体験! 有村のぞみ 岬あずさ みひな（12月31日、SODクリエイト）全3名

- AV女優にお持ち帰られVR 飲み屋で偶然会ったAV女優2人と意気投合! このまま家で飲もうと誘われ期待で心と股間を膨らませていたら勃起薬を飲まされ2人の性欲が果てるまで好き放題に犯され続けキンタマが空っぽになるまでヌかれまくった 亜矢みつき 岬あずさ（1月8日、SODクリエイト）
- セルフ射精管理VR ～痴女的なフェラチオ手コキパイズリに耐えて至高のエクスタシーを味わいたい人へ～（2月26日、CASANOVA）
- 「お兄さん1杯だけ飲みに行きませんか…?」 客引きギャルに声をかけられついて行ったらめ～っちゃ乳首責め逆3P風俗VR!! 有村のぞみ 岬あずさ（3月8日、ワンズファクトリー）
- 【 祝! 岬あずさ初嘔吐作】 ゲロまみれSEX VR ～唾液よりも1000倍快感! 吐瀉物まみれのフェラ・手コキ・SEX（3月25日、SODクリエイト）
- 淫語でオナサポVR ～射精を管理されたいM男向け! オナ指示痴女によるJOIスペシャル 2～（4月16日、CASANOVA）
- ～HunterVR4周年記念作品シェアハウス超大盛りSP～開始0秒で即エッチ！最初から最後まで7人のお姉さんとエッチしまくり！！超エロいヤリマン巨乳だらけのシェアハウスに入居したら、男はボク1人で24時間365日勃起しっ放しでエロい事しまくり！とにかくエロい…2（7月1日、	Hunter）全7名
- 出会って速攻、女優の方から襲いかかるイチャラブ中出しSEXしてくれるVR（7月9日、ROOKIE）全4名
- フェチ特化 ランジェリー生着替えVR（8月1日、ROOKIE）全8名
- 女子○生のオナニー中の愛液垂れを目の前で見れるVR 2  バック垂れシーンも追加した増量SP（8月13日、ナチュラルハイ）全5名
- 顔面直浴び特化！！ Vol.2 女汁まみれVR パンチラJ○たちに潮、唾、尿を顔面に直接浴びせられびしょびしょになっているのにビンビンに勃起している僕の変態チ○ポを罵倒されながら責められ何度も射精させられる！ 逢見リカ 枢木あおい 沙月恵奈 岬あずさ（12月6日、SODクリエイト）全4名

- 〈バイノーラルで聴覚刺激！多人数罵倒足コキ！豪華15人160分収録！〉 女子○生寮の管理人(下僕人)の僕は、寮生の足コキおもちゃにされてます・・・ 【寮や学校など至る所で罵倒され、足でチンコをイジメられてるけど快感すぎて責められ好きの僕にとってはご褒美でしかないです！】（1月20日、SODクリエイト）全15名
- 最近身体の調子が悪いなぁと感じて病院に行ったらマスク美女な看護師たちが検査と称してえちえちな展開でめちゃくちゃイカされて無限快楽天国で金玉袋の精子工場が生産追いつかない位になんどもイカされまくった僕 完全版（3月31日、unfinished）全4名
- バイトの面接で通されたのは女子更衣室！？ボクがいるのに見せつけてくるように目の前で着替えをするバイト女子たちは、店長が来る前に何度も、次々にボクのチ○ポを味見SEX！しかし結局、女店長に見つかるも「面接より先にこっち（チ○ポ）の面接よね」と濃密面接！（7月28日、Hunter）全4名
- 熱のこもった車内で年下男の他人棒をバレないようにガッツリ貪る羞恥にまみれたカーセックス不倫 岬あずさ（9月16日、ワープエンタテインメント）
- 酒乱VR 同僚と宅飲みしてウトウトして目が覚めたら…0秒でスタートする全員酩酊大酒乱交！！ 岬あずさ・百瀬あすか（11月9日、ワンズファクトリー）

- S-CuteフェラチオコレクションVR 美少女のチンチン舐め回し口内発射8連発！（1月2日、S-Cute）全8名
- ヤクザの金をパクって失踪した兄の身代わり性奴隷になった美人姉妹をキメセクでチンポ中毒!! 監禁され気が狂うまでハメられまくるち○ぽ地獄 望月あやか 岬あずさ（4月28日、ワンズファクトリー）

- エステでスレンダー美巨乳GALとキメセク生ハメ！性欲覚醒してイキまくる愛液トロだくマ〇コに孕ませ中出し 岬あずさ（8月1日、こあらVR）
- 倦怠期ネトラセ ドMな彼女が乱れてる姿を見たくてドS男とセックスさせてみた。 岬あずさ（8月11日、kawaii*）
- 自宅の駐車場でギリギリまで浮気相手の美巨乳スレンダー痴女GALと車内＆車外で密室汗だくナマ性交 岬あずさ（10月29日、こあらVR）

### ネット配信
- #下着売り子。 @あずさ_20歳_都内私立大学_女子大生 #即渡し #下着売ります #小生意気/裏オプ#Eカップ美少女 #15人目（2月1日、プレステージプレミアム）
- 【素人投稿】A・Oさん(21)/調教歴3年/大学生/美乳/ぷりケツ/逆さイラマ/ごっくん/車内淫行/顔射/ノーパン羞恥散歩/放尿/悲願中出し（2月5日、なまなま.net）
- マジックミラー号 素人女子大生限定100の質問中に突然デカチンを即ハメ！恥じらいつつも連続ピストンでオマ○コぐちょ濡れ大絶頂！おまけに大洪水！（3月8日、SODクリエイト）※「みさ」名義
- マジ軟派、初撮。1318 あずさ 19歳 専門学生 ※カラオケでバイト 中野で見つけた専門学生。最近、彼氏に「重い!!」っと言われて別れて意気消沈。そんな彼女に身体で慰めを!? ベットの上では小悪魔に変身! たしかにちょっと重そう…。（4月17日、ナンパTV）
- 暴走ドM精神剥き出し美女!!! 美人…! ハイテンション…! 巨乳(敏感のＦ)…!! 変態(引く程)…!!! ドM(ガチで引く程)…!!!! 最高です…!! マジでどれを取っても最高クラスなんです!!! 死ぬ間際までレ●プしてほしいとか簡単にホザく様なこの最高の雌ブタに、酒を浴びる程飲ませ… 火照りに火照った変態敏感マ●コを希望通りぶっ壊れる寸前までガッチンガチンにシバき倒しまくってきたった件!!!：朝までハシゴ酒 43 in 浜松町駅周辺 アズサ 21歳 フリーター（4月26日、ナンパTV）
- あずさ (ORE-527)（5月20日、俺の素人）
- あずさ (OREC-320)（5月23日、俺の素人）
- ラグジュTV 1107 和久井かな 24歳 美容機器メーカー会社勤務 小悪魔の様な雰囲気が特徴の美巨乳スレンダーお姉様… 耳をくすぐる甘い声で喘ぎ、巨根に貫かれて勢いよく潮吹きしながらイキまくる。（5月24日、ラグジュTV）
- 本気汁掻き出しピストン 膣内で引きながら擦れるカリ首の刺激で大量愛液が溢れ出す女 女子大生あずさ（6月6日、ナチュラルハイ）
- あずさ 2（6月11日、俺の素人）
- あずさ（6月12日、俺の素人）
- SOD女子社員 高感度調査 営業部 東水咲（6月20日、SODクリエイト）※「東水咲」名義
- みさき（6月21日、俺の素人）
- あずあ（6月28日、れいわしろうと）
- あずささん 23歳（7月8日、E★人妻DX）
- あずさ（7月12日、E-DOGA）
- 入院中の旦那の寝顔を見ながらバックで感じて他人のち●ぽにヨガる美人若妻 あずささん（7月12日、しろうとまんまん）
- 【水源無限ハメ潮】前代未聞のド変態級マゾJDを彼女としてレンタル! 口説き落として本来禁止のエロ行為までヤリまくった一部始終を完全REC! 勝手に足の指とアナルを舐め始めるご奉仕型ドM! ハメればバッシャバシャ潮を吹きまくる激イキどエロ娘!! しかもFカップ美乳!! 天から全てを与えられしエロの天才に濃厚生ハメ生中出し!! あずさちゃん 21歳 大学生（7月21日、しろうとまんまん）
- 顔が良い女子校生による乳首責めSEX（8月9日、しろうとまんまん）
- あずさ 2（9月10日、俺の素人）
- 顔が良い女子校生による乳首責めSEX あずさ（8月9日、しろうとまんまん）
- 729 azusa あずさ（10月9日、Perfect-G）
- 催眠レンタル ムカつく娘の友達に制裁! 異物挿入で潮吹きオナニーや裸エプロンで変態SEXさせて性奴隷に! アイテム:催眠メガネ 岬あずさ（10月10日、マインドコントロール社）
- WAM堕ち潜入捜査官 岬あずさ 水嶋アリス（10月24日、ROCKET）
- 働くドMさん. Case.27 卸売業会社 営業事務 岬さん 21歳 服の上からでも分かる大きなおっぱいはFカップ。柔らかい股関節は無茶な体位も受け入れるSEXの超逸材。仕事前から理不尽に迫られて遅刻を気にしながらフェラ、遂にはハードピストンで失禁! グズグズと崩れる真面目OLの理性。（11月6日、プレステージプレミアム）
- MCマンション しつこい保険外交員を催眠で性奴隷化! 催眠契約 & 催眠解除を繰り返しながらのSEX! 岬あずさ（11月7日、マインドコントロール社）
- あずさ（11月17日、俺の素人）
- あずみ（11月21日、素人ホイホイZ）
- 乳首責め専門デリヘル嬢に騎乗位で生中出し あずささん (21)（11月24日、Mr.michiru）
- あずさちゃん（11月29日、夢中企画）
- 裏垢男子のオフパコ投稿の裏側! 平凡な男(ユウキ)が美女達とのオフパコ投稿をできる理由は、お金でもナンパテクでもなく”憑依”だった…?! 岬あずさ（12月12日、ノットリ）
- 【中出し連発×妄想暴走ナースおしっこ溺死ッ】おしっこに愛され… おしっこを愛した超変態… 出てこいやぁッッ!! 汗、涎、匂い、精子、おしっこ… 男の体から出る全てを愛し愛でる変態ナース! この女… この女、完全に壊れてやがる… この変態を見ずして年は越せないSP!!【妄想ちゃん。2人目 あや】（12月21日、Jackson）

- あずさ（1月16日、ピュアスタイル）
- 【検証AV】 童貞の席に相席となった女がおっぱいを出したら童貞君はどうする? 岬あずさ（1月20日、AKNR）
- あずさ（1月23日、G-AREA）
- ★ガチ可愛すぎ★【個撮・完全顔出し】現役JDにナマ姦ナカ出し。チンポ入れたらドMに豹変⇒ガニ股開いて自分でケツ振り騎乗位パコパコ♡い〇すた裏垢女子とハメ撮り（1月30日、スタミナ二郎）
- あずさ (NKDS-175)（1月31日、中出しシロウト）
- マジ軟派、初撮。1445 あずさ 21歳 大学生 クリぼっちの美少女をナンパしてLet'sパーティ! ホテルに連れ込み酔っ払って発情!! 男優に自ら抱きつきキスやち○ぽを可愛くおねだり♪挿入すれば止まらない潮! 潮!! 潮!!! 大量おもらしでビッショビショになりながらイキまくりなドスケベ神回!!!（2月4日、ナンパTV）
- 可愛い顔して超ドM美少女と３Ｐハメ撮り♪ぶしゅぶしゅ鬼ハメ潮連射で大洪水！チンポぶっ壊れる寸前までハメまくってきた件。（2月7日、スタミナ二郎）
- アズサ（2月14日、錦糸町投稿倶楽部）
- あずき（24）推定Fカップ 尾瀬高原温泉で見つけた山ガール タオル一枚 男湯入ってみませんか？（2月19日、SODクリエイト）
- 【天性のエロさ】Fcupモデル体型の変態ちゃん。20歳でここまでエロイってまじ！？神から愛されし淫乱美女のSEXを大公開（2月24日、令和美少女 ゼロ号機）
- 【超ウルトラ級変態】20歳【シリーズ最高傑作】あずさちゃん参上! 全てが規格外な美少女! 説明は不要! とにかくこの逸材のSEX見逃すな!（2月25日、ARA）
- あずさちゃん（3月1日、俺の素人）
- バイト仲間のスマホに保存されたハメ撮り動画 カフェ店員 あずさ20歳 岬あずさ（3月9日、AKNR）
- 【Fカップ20歳発情中】中野で働く美少女とサボり旅へ! 温泉で股間擦り付けてくる発情っぷりはヤバ過ぎw 即SEX突入でご奉仕&ハメ潮祭り開催! ヤり盛りの性欲は無限【ねぇもっとしよ?♪】：今日、会社サボりませんか? 12 in 中野 あずさちゃん 20歳 カラオケ店社員（3月9日、プレステージプレミアム）
- 【検証AV】M女優にS男優とプレイさせるよりもM男との方がおもしろい説 岬あずさ 葉月桃（3月23日、AKNR）
- 結婚式に参列した女性を狙って中出し☆ ナンパしたモデル級美女に無許可で中〇しww みか（3月24日、黒船）
- あずさ先生（3月30日、俺の素人）
- 【MAXキメセク】【ドスケベレイヤー】【イクイクモンスター】Gカップ変態コスプレイヤーの超絶美少女を脳みそバグらせて性欲モンスターに大変身!! エチエチ衣装でマジイキ絶叫アクメ、スプラッシュ潮吹き、生ハメ中出し懇願!! あずにゃん ①（4月6日、BUZZDOCUMENT）
- シコシコハーレム部 01 女子大生 ひ○るちゃん / 女子大生 あず○ちゃん 【G乳とF乳に挟まれる天国3P】初対面でよそよそしかった巨乳JD×2も裸になってつながり合えば気持ちいーっ! おじさんチ○ポを取り合うようにパイズリ乳比べ、サオとタマを同時に舐めるチームワークに感動(しゃぶり尽くされた^^;)、そのまま一発射精しようとしたらキレられました(笑) すっかりその気の濡れマ○コへ交互にぶっ挿しナマ精子ひっかけちゃうよ!（4月8日、ハーレムTV）
- 【MAXキメセク】【ドスケベレイヤー】【イクイクモンスター】Gカップ変態コスプレイヤーの超絶美少女を脳みそバグらせて性欲モンスターに大変身!! エチエチ衣装でマジイキ絶叫アクメ、スプラッシュ潮吹き、生ハメ中出し懇願!! あずにゃん ②（4月17日、BUZZDOCUMENT）
- 西島沙織 & 内山千春（4月18日、舞ワイフ）
- #765 Azusa（4月20日、S-Cute）
- ほろ酔いFカップ美少女の鬼潮！！ハメ潮ティックが止まらない！！オヤジみたいな飲みっぷり！ビールだけを飲み続けてオマ〇コ崩壊！？ピストンのオネダリが凄すぎる！！もっと！もっと！もっとしてっ！ひくひくして壊して！壊してお願い！ぶっ壊して全部！【いっしょに飲もーよ＃マッチングアプリでまいっちんぐ#02】新宿東南口編 あずさちゃん（21歳/看護学生）の巻（4月20日、FALENO）
- あずにゃん（5月1日、ワンチャンすこすこ.com）
- 【配信専用】両手に竿!! 2本のチ●ポをおいしそうにしゃぶる… チンしゃぶ大好き美女達の極上Wフェラ!!（5月7日、DOC）
- あずさちゃん（5月20日、俺の素人）
- Misakiさん（5月30日、俺の素人）
- あずさちゃん（5月31日、俺の素人）
- 【性獣 発狂 メガ潮 Gカップ】オマ〇コから噴き出した潮を顔面に浴びて「おいしぃ！」と浴びた潮を舐めまくる！「おしっこかけて！出してホラっ！」と飲尿して微笑む！アナルに指を入れ舌を突っ込むポテンシャル！発射間際に「かけて！飲みたい！」と口内で受け止める！シリーズ2本目にして最強のド変態上京ガール参上！【女子旅ナンパ＃上京ちゃんが毎度おさわがせします#02みさきちゃん（22歳/大学生）の巻】（6月1日、FALENO）
- 父の再婚相手の連れ子は毎日喧嘩するほど仲の悪いクラスメイトだった。両親に心配をかけたくない私達は声を押し殺して女同士の喧嘩をするようになった。喘ぎ声とイキ我慢をする新感覚喧嘩レズバトル 2（6月11日、ROCKET）
- あずささん（6月12日、FC3＠素人パコパコ動画）
- あずさ（6月19日、S-Cute）
- 【猟奇的な美少女】20歳【性欲が通常の10倍】あずさちゃん襲来! 彼氏が出来ても直ぐに逃げられると言う彼女の応募理由は『狩の様なSEXがしたいのょ♪』【ダム崩壊】並の【超大量潮吹き】の数々! 本能と野生でイキまくる強烈なSEX絶対に見逃すな!（6月23日、ARA）
- あずささん 2（6月26日、FC3＠素人パコパコ動画）
- マジ軟派、初撮。1497 あずさ 20歳 大学生 秋葉原でイケイケギャルをゲット! モンスター級の痴女で貪りイキまくり肉食セックス!! ノンストップで超乱れちゃいます♪テンションあげあげでチ●ポのおかわりしまくり～www（7月2日、ナンパTV）
- MISAKI 2（7月8日、俺の素人）
- 【エロイ●スタグラマー】イ●スタにエロい自撮りを載せる、暗闇フィットネスのインストラクターをSNSナンパ!! 想像を遥かに絶する、過去最大級の性獣を召喚してしまいました!! インタビュー中にADのチ●ポを剥いて勝手にパコり始めるわ、男優をあてがえばハメ潮吹きまくってカメラ水没させるわ、F乳揺らして中出し懇願絶叫するドすけべモンスター!! 撮れ高がエグ過ぎるので是非ご覧ください!!【イ●スタやりたガール。其の壱】 ミカ・インザダーク 22歳 某・暗闇フィットネスのインストラクター（7月12日、ナンパTV）
- あずさ（7月17日、ゲリラ）
- あずみ（8月1日、素人ホイホイ）
- あずささん 2（8月13日、ゲリラ）
- きょうこさん 20歳 Fカップ女子大生 【ガチな素人】（8月15日、E★ナンパDX）
- 出張！アクメエアロバイクが（お家に）イクッ！ あずさちゃん20歳 岬あずさ（8月19日、SODクリエイト）
- 幼馴染みとだったらボディタッチにも抵抗無くそのままSEXまでヤレるかも？説（9月2日、むちゃぶりTV）
- なお (SRTD-173)（9月2日、素人道）
- あず（9月3日、おっぱい先生）
- あずさ 3（9月11日、ゲリラ）
- 軟体美乳スター☆エロかくし芸大会2020完全版 岬あずさ 満島みう 星島るり（9月18日、パラダイステレビ）全3名
- ＃39みさき 生以外勝たん ガチＭギャルに中出しセックス。（9月19日、スケザネヘイタ）
- あずさ（10月4日、ハメ撮り大作戦）
- あずさ (SQB-071)（10月16日、シロウト急便）
- 【異常なる潮吹き】ノリで生きる刹那ギャルは∞潮吹きモンスター!! 真っ昼間に路上泥酔からのホテル連れ込み⇒勝手にお漏らし⇒失禁に次ぐ失禁⇒フルスロットル中出しで失神ノックアウト!!! あずにゃん（10月25日、黒船）
- H担当のバスケ部マネ美女JD来院!! エロ巨乳の影響で肩コリが… ヤリマン先輩に教わったナイショのマッサージ店へ…!! 気が強いけど性欲も超弩級で変態施術師の指テクで無事快楽堕ち!! 潮吹き連発でまさに水柱絶頂!! ミサキさん 19歳（11月20日、プレステージプレミアム）
- みさき（12月5日、アイドリ）
- しゅう（12月10日、性帝サウザー）

- あずさ（2月5日、れいわしろうと）
- 旦那が出張中の3日間、嫌いな義父に中●しされ続けた巨乳妻（3月5日、パラダイステレビ）
- 超! 大傑作!! 爆誕!!! 圧倒的ビンカン潮吹きまくりドすけべ美少女”岬あずさ”がMっ気あり童貞を責めて責めて責めまくる!!! チ●コを挿れる前にアナルに指を挿れられガン勃ちする変態性を秘めた童貞…! 将来が心配だぞ! エロあり、涙あり、ハプニングあり! ドキュメントAVの金字塔がおっ勃ちました!!! 担当者大推薦! 本気(マジ)でマストバイ!! 岬あずさ（3月11日、GOOD-BYE-CHERRYBOY）
- 岬先生（5月7日、俺の素人-Z-）
- あずさ（5月27日、ビッチガール）
- マンスジくっきりのレギンス女子ナンパ～ぴったぴたのムチ尻にバックからぶち込みたい！（6月18日、パラダイステレビ）
- ロン & ナナ 有村のぞみ 岬あずさ（7月8日、しろうとヤッホー）
- 【世界一の噴水ショー！天井めがけて一直線！圧巻のハメ潮チャンピオン！量も勢いもヘビー級！首絞め脳内合法トリップ痙攣イキ！】オマ〇コの形状が似てる？お尻の穴の皺もそっくり？親友同士は性器も瓜二つ！一度出たら止まらない連続ハメ潮！ドバイ・ファウンテン！世界三大潮吹きスペクタル！首絞めされて「ぶっとんじゃう！もっと絞めて！」と痙攣絶頂！中出し！顔射！精子もシェア？お互いのオマ〇コもまさぐり合うベストフレンド！【友達の前でどこまでエッチなこと出来ますか！？02＃あずさちゃん＆りんちゃん編】（8月23日、FALENO）
- 【元ア○ドル】～数量限定～ 岬あずさ 永瀬ゆい（10月11日、ワクチン）
- 本音でオナり酒（2）完全版～女の子たちが今どきのオナニーをナマ公開！ 岬あずさ 豊中アリス（10月15日、パラダイステレビ）
- 【鬼潮スプラッシュ!!!】 マッチングアプリで知り合った彼氏持ちFパイ美少女と浮気デートの後は中出しSEX!! みか（10月26日、黒船）
- 【極上スタイル×超激かわビッチ×乱交ハロウィンパーティー】HAPPYハロ淫ッ! オッス! オイラはファック・オ・ランタンッ!! 精子に飢えたド変態性欲オバケ2匹をGETだぜッッ!! オイラのチン臭嗅いでヨダレだらッだら喰いつきバッチリ!w 激ハメで爆潮マジイキ連発! 精子を巡ってスペレズ開始!? トドメは中出しッオバケ退治ッッッ!!! 「次回予告「精子くれなきゃイタズラするぞ♪中出しナイトメア!!」【ギャルしべ長者SP ペッパー & ソルト】 岬あずさ 永瀬ゆい（10月30日、Jackson）
- みか（11月20日、ヤリマン★ビッチーズ）
- 第6回 クイズ おならで答えて! ～目指せ! 温泉旅行 完全版 岬あずさ 星乃美桜 明里ともか（11月28日、パラダイステレビ）全3名
- ゆい & あずさ（12月17日、俺の素人-Z-）
- 今夜シ●ウト娘が初めてのAV出演を決断! 誰がSEXするんでSHOW! 完全版 岬あずさ(MC) 宮森さくら 松嶺こはく（12月26日、パラダイステレビ）全3名

- あずみ（1月1日、俺の素人-Z-）
- 二人がかりの追撃SEXで何度も射精させられた俺（1月24日、アキノリ）全4名
- 三崎（2月1日、素人ペイペイ）
- 制服がビショビショになるまでしゃぶりつくJ○ 岬あずさ 有村のぞみ（2月3日、AKNR）
- Pcolle 家庭内盗撮11日分 軟体巨乳姉 乳揉みしだき・オナ盗撮・ストレッチ（2月5日、スッパイカム）
- アズサ（2月11日、鉄人2号さん）
- 射精しても許してくれない！！追撃フェラで何度もヌカされたボク（2月17日、アキノリ）
- Gcolle Gカップ巨乳姉 家庭内 寝込みハメ 朝方5時頃 膣出し→大量顔射精（2月25日、スッパイカム）
- 美女たちが英語禁止SEXに挑戦!? ～言っちゃってもイっちゃっても超恥ずかしい罰ゲーム! 完全版 岬あずさ 豊中アリス（2月27日、パラダイステレビ）
- あずさちゃん（3月14日、俺の素人-Z-）
- 【オナニー見てもらえますか？02】えっ？？見るだけっていったじゃないですか？ふぁれのちゅーぶのフェチプチ動画コンテンツ（4月8日、FALENO TUBE）
- みさきさん（4月8日、ホームメイド）
- 【青春の性欲】GWお泊り大学生Wデート の リアル乱交ＳＥＸ 撮りました。性の喜び知った20代ちんこまんこの無限の欲望♥生挿入スワッピングで彼女悶絶アクメ堕ち。淫らな女（5月10日、【超】スタミナ二郎）
- みさ（5月27日、素人CLOVER）
- あずあず（6月9日、ION デートNOW!!）
- あずさちゃん 2（6月11日、俺の素人-Z-）
- Pcolle 隣人盗撮 推定Gカップ女子大生 彼氏とイチャラブセックス・オナニー・お風呂（6月15日、ジッタ隣人）
- AZUMI（6月17日、素人ホイホイSH）
- みさき（7月5日、素人ペイペイ）
- M102ちゃん & M102ちゃん（7月29日、蜃気楼）
- Aちゃん（8月4日、俺の素人-Z-）
- あずさ（8月11日、やり狂う! スケベなセフレ達）
- アイ & ミユキ 愛須みのん 岬あずさ（8月11日、いんすた）
- 【NTR3P】愛する彼女を掲示板で知り合った男に寝取らせギンギン勃起!! 嫉妬の炎が育む愛のカタチ… 燃え上がる生中出し!! みちる（8月21日、まんまんランド）
- あずさ（9月1日、俺の素人-Z-）
- あずさ（9月9日、いんふる）
- Pcolle 地下鉄ストーキング→膣出しzzZ姦　ちょいギャル巨乳＠中野区周辺（9月16日、パルプンテン）
- 素人女子大生【限定】あずさちゃん21歳 Fカップの神乳を持つ美女JD！顔・スタイル・性格どれも最高クラスの女子をホテルでハメてる様子を超接近撮り！！（9月19日、HMN WORKS）
- あずさ（9月19日、恋愛カノジョ）
- Mさん (仮)（10月1日、素人ペイペイ）
- アズサ 2（10月7日、鉄人2号さん）
- アヤ（10月11日、素人パコパコ-H-）
- Pcolle パーソナルトレーナー//小麦色の肌。喉奥に押し当てる快感。（10月19日、フクロウ）
- のぞみとあずさ 有村のぞみ 岬あずさ（10月28日、素人ムクムク-塩-）
- AV女優のホントのSEX見せて下さい 岬あずさ（10月31日、マッチングTV）
- 【薄透けパンティ越しに挟まれたい:4人目】下着モデルとして呼び出したオンナのパンティこすって超フェチSEX!! 「え… ちょ… 自分のパンツ見せるんですか!?」 思いの外、過激な撮影に戸惑いながらも、執拗なパンツ接写と過剰なイタズラに徐々にカラダは芯から熱く…。ノーモザの限界に挑戦した、女性器丸わかり透けパン映像! マンスジ擦られて痙攣イキでF乳揺れまくり! 極上ねっとりフェラ!! 自ら挿入してよがりまくりの生ハメ中出しSEX!! 【あずさ 24歳 美容外科受付】（11月15日、Volare）
- 【ガチ可愛すぎ】現役JDにナマ姦ナカ出し。チ●ポ入れたらドMに豹変⇒ガニ股開いて自分でケツ振り騎乗位パコパコ い○すた裏垢女子とハメ撮り【個撮】（11月17日、HMN WORKS）
- さくら（11月17日、いんすた）
- あずさ（11月22日、パコられ美少女）
- 世●谷区A生（12月11日、路地裏ぱんぱん）
- あずさちゃん（12月13日、ピクチン）
- （仮）暗黒027さん（12月16日、暗黒）
- Pcolle あの夏の思い出 #4 お姉さん巨乳ギャルJD(162cm/Fカップ)ナンパ失敗→中出し昏〇姦 ＠守谷海水浴場（12月23日、パルプンテン）

- あずさ（1月4日、素人ペイペイ）
- あずさ（1月6日、S-Cute）
- あずさ 2（1月7日、S-Cute）
- あずさちゃん（1月21日、俺の素人-Z-）
- あずさ（1月28日、素人ムクムク-夢中-）
- あずさ (oreco242)（2月15日、俺の素人-Z-）
- 【モデル級JDのうねる腰使い】プールナンパ!! 1年ご無沙汰のスレンダーBODYの欲求不満が大爆発!! 好みのイケメンナンパ師に自ら跨り精子を搾り取る超絶騎乗位がヤバ過ぎたwww（2月17日、まんまんランド）※「ちり 」名義
- （仮）暗黒痴女006さん（3月25日、暗黒）
- あずにゃん（4月9日、東狂ハメンジャーズ）
- プリ尻パンチラに誘われた勃起ペニスをこっそり挿入させてくれたドスケベエステティシャン・あずささん 岬あずさ（4月11日、ヒビノ）
- ヤミヤミ007 / パンツ丸見えで駐車場に落ちてた爆乳女 & 変なくつ下の潮吹き過ぎ女 / ヤミヤミアルコール 橘メアリー 岬あずさ（4月13日、ヤミヤミ）
- ちり（5月17日、まんまんランド）
- さくら (instc465)（7月21日、いんすた）
- 可愛い顔して超ドM美少女と3Pハメ撮り♪ぶしゅぶしゅ鬼ハメ潮連射で大洪水！チ○ポぶっ壊れる寸前までハメまくってきた件。（7月22日、HMN WORKS/いんすた）
- あずさ（7月22日、白完素人）
- あずさ 2（7月22日、白完素人）
- 【グイグイ来るF乳ギャル】 くびれ巨乳のラウンジ嬢が逆ナンパ!! 禁断の寝取りドキュメント!! 既婚者メンズの精子を搾り取る爆裂腰使いが攻撃力MAX!! しかも乳首でイク防御力ゼロの敏感体質!!! 柔乳パイズリ、アナル舐め、男の潮吹きまで飛び出す衝撃・逆NTR性交!!! 【NTRリバース】 うみ 24歳 ラウンジ嬢（7月30日、プレステージプレミアム）
- あずさchan（8月1日、素人まっちんぐ）
- ヤンキー姉ちゃんを性感マッサージでとことんイカせてみた（5）岬あずさ(勧誘役) 霜月るな（8月1日、パラダイステレビ）
- ガチ中出し5P大輪姦！彼氏が勝手に応募しちゃった真性ドMアパレル店員が大量潮吹き＆孕ませ膣奥発射祭 素人コスプレイヤーあずさ（24） 岬あずさ（8月4日、ノースキンズ）
- あずさ 4 (oretda031)（8月16日、俺の素人）
- Azusa (oreco441)（8月26日、俺の素人-Z-）
- コンシェルジュM (spay283)（9月3日、素人ペイペイ）
- あずささん (oreco453)（9月5日、俺の素人-Z-）
- ホテルウーマン集団わいせつ 2～鬼畜行為で壊された女性客室係～（9月7日、素人39）
- A019ちゃん (oremo019)（9月9日、俺の素人-Z-）
- あずさ（9月23日、ハメドリネットワークSecondEdition）
- 【元カノでセフレで人妻】いいなり変態若妻ちゃん（26） セフレの鬼チ○ポで快感地獄＆中出しNTR 旦那のチ○ポじゃもうイケない…【エロくてかわいくてド変態】（9月24日、HMN WORKS/ハメドリネットワークSecondEdition）
- あずさ (oreco481)（10月10日、俺の素人-Z-）
- あずにゃん＆まいまい 岬あずさ 水卜麻衣奈 (oremo038)（10月12日、俺の素人-Z-）
- 勃ち巨根に興奮して自分から挿れちゃう痴女メンエス嬢のおねだり生本番！ヌキ無しメンズエステ店で盗撮された生々しい誘惑オイルセックス中出し動画 2（10月20日、Flower）全4名
- S＆A 岬あずさ 豊岡さつき（11月1日、素人ペイペイ）
- No.1377 入山あずさ（11月2日、舞ワイフ）
- ワタナベミナ (oremo051)（11月5日、俺の素人-Z-）
- あずささん (oreco514)（11月11日、俺の素人-Z-）
- MGS イカサレ。 岬あずさ 悠月リアナ 相浦茉莉花（11月24日、プレステージ）全3名
- 一般人では満足出来なくなっちゃった欲しがりビッチ 界隈では超有名な喉奥ハードコアイラマ―美女降臨 イラマ大好きドMみさきちゃん24歳（11月26日、あいすまん）
- No.1384 入山あずさ 蒼い再会（11月28日、舞ワイフ）
- エビスA075 (oremo075)（12月2日、俺の素人-Z-）
- 結婚した元彼をパンチラで誘い、彼の家庭や自宅でドキドキSEXにハマるいけない人妻 岬あずさ（12月11日、ヒビノ）
- 暴発！不意打ち射精！素人娘の乳首舐め手コキ！！ 2（12月20日、Flower）全18名
- ぴょんちゃん（12月24日、オモチカエリ）

- あずさchan（1月2日、素人まっちんぐ）
- 杉並区・被害者M (oremo107)（1月8日、俺の素人-Z-）
- （仮）暗黒094さん 岬あずさ 宮沢ちはる（2月2日、暗黒）
- 超越イキ潮スプラッシュは健在！！声優志望のGALが変態度レベルUPして帰ってきた...！お尻に指ズボ、チンぐり返し→アナル舐め手コキ...羞恥心を責め立てるSッ気テクをお披露目！！悶絶級のデカチンピストンに絶頂も…【エロフラグ、ギン立ちしました！！V.I.P＃006】みさ（2月9日、素人CLOVER）
- 黒髪ロングAさん（2月15日、素人ムクムク-クスリ-）
- M182ちゃん＆K182ちゃん 森沢かな 岬あずさ（2月16日、蜃気楼）
- 幼馴染と従姉妹と久しぶりに一緒にお風呂入ったらお互いの興奮抑えられずその場でSEXしちゃった 岬あずさ（2月16日、ヒビノ）
- あずささん（2月24日、素人ムクムク-職-）
- AZUSA（2月28日、素人ムクムク-塩PP-）
- あずさ (oreco628)（3月4日、俺の素人-Z-）
- Aさん（3月6日、素人ペイペイ）
- バレーで鍛え上げたスレンダーボディ&ガチ美巨乳Fカップの裏垢JDに制服コスプレさせて中出しハメ撮り（3月12日、黒船）
- あずさ（3月18日、恋愛カノジョ）
- 素人JD【限定】あずさちゃん22歳 大人っぽい見た目の雰囲気がエロ過ぎる美人JD！！SEXする前から色気がムンムンに溢れているセクシーガールにベッドの上で圧倒されて思わず大量中出し！！（3月19日、HMN WORKS）
- 『IKUNA＃11.0』岬あずさvs有加里ののか 全セクシー界GAMANKO最M対決 業界最狂どマゾんほぉ級最M頂上決戦！ いつもイキ潮まくるAVスター競演＜イキガマン狂い＞絶頂決戦『IKUNA』シーズン3！イキガマンの果てに手にする絶頂は恍惚か！失神か！失禁か！最高の絶頂女王は誰だ… 岬あずさ 有加里ののか（4月19日、BOTAN）
- りなちー・ちゃむ/ヤミヤミシェアハウス 岬あずさ 皆瀬あかり（4月23日、ヤミヤミ）
- A・M（5月1日、素人ペイペイ）
- 利用者No.004 M様（5月5日、レンタルなんもしないけど勃起はする人）
- KIAZU（5月10日、暗黒）
- あずさ (oreco709)（5月18日、俺の素人-Z-）
- 部下の女子社員のパンストパンチラが気になり残業中オフィスでパンスト破いてハメました 岬あずさ（6月7日、ヒビノ）
- あみ（6月21日、はめちゃん。）
- KOZUE（7月1日、素人ペイペイ）
- 街頭シ●ウト娘ナンパ「アナタのおっぱい見せて下さい！できればオマ●コも！」Season2（4）（7月3日、パラダイステレビ）全14名
- タガが外れた鯨ギャル改めa.k.a.獣と限界突破したおはなし！トイレで*中出し*したりホテルで*中出し*したり潮したりハメ潮したりまた*中出し*したり！NANPA DRUNKERS　in新橋 feat鯨ギャルa.k.a.獣（7月10日、はめちゃん。）
- あずさ (oreco772)（7月12日、俺の素人-Z-）
- H200ちゃん＆O200ちゃん＆A200ちゃん＆K200ちゃん（7月26日、蜃気楼）全4名
- 旦那の居る横で義父を誘い家庭内不倫を楽しむ悪い嫁 岬あずさ（8月8日、ヒビノ）
- 媚薬オイルマッサージにハマった若妻/お漏らしが止まらないすけべなカラダ 岬あずさ（8月8日、ヒビノ）
- サバサバ系港区OL【あずさ(24)】超前向きセックスで終始ノリノリでピストン運動wジムで鍛えた足腰もガクガク震えるほどにアクメをキメて中出し精子を受け止める！（10月4日、DOC）
- みさきちゃん（11月9日、ハメドリネットワークSecondEdition）

### イメージDVD
2019年
- 脱いだら巨乳だった! お嬢様大学に通う18歳清楚系美女デビュー（9月27日、スパイスビジュアル）※「斎藤玲香」名義
- 美少女変態志願（11月29日、スパイスビジュアル）※「美咲梓」名義

2020年
- AIR SEX エアーセックス 本物の本番行為よりもヤラしい眺め抜群のエロ過ぎる自慰（1月19日、バミューダ/妄想族）
- Azusa 破天荒プリンセス（10月8日、REbecca）

2021年
- ラストロマンス 岬あずさ（2月23日、Superlative）
- AV女優 岬あずさ（2月26日、スパークビジョン）
- スイートマッサージサロン 岬あずさ 葉月桃（10月29日、オルスタックソフト販売）

2022年
- ヴィーナス・テルメ 岬あずさ（5月30日、オルスタックソフト販売）
- AV女優 ～セクシー女優10人のオナニー～（12月26日、スパークビジョン）

2023年
- AV女優 ～セクシー女優10人の裸エプロン～（1月26日、スパークビジョン）

## 書籍・出版物

### 写真集
- 岬あずさ写真集『Growth』（2021年2月25日、ジーウォーク、撮影：14，yムラミツ）ISBN 978-4-86717-150-9
- セクシー女優ベスト8 ヘアーヌード（2021年11月26日、アッパーイースト）全8名 - DVD付 ISBN 9784865520484

### デジタル写真集
- イってる【快感】ペイント 岬あずさ（11月21日、バミューダ出版）

- 淫と影 岬あずさ電子写真集（12月25日、株式会社サイゾー、撮影：カズヒロ）

- Azusa 破天荒プリンセス（2月12日、REbecca）
- 岬あずさ（6月3日、スパークビジョン、撮影：タイガー）
- 美感-mikan-【グラビア写真集】（6月25日、プレステージ出版、撮影：松田忠雄）
- 美感-mikan- 【ヌード写真集】（6月25日、プレステージ出版、撮影：松田忠雄）
- LOVEPOP デラックス 岬あずさ 001（6月25日、PAD）
- LOVEPOP デラックス 岬あずさ 002（7月16日、PAD）
- LOVEPOP デラックス 岬あずさ 003（7月23日、PAD）
- 岬あずさ、貸します。（9月23日、若生出版）
- 纏縛 六 岬あずさ（10月15日、MoveOn、撮影：ダーティ工藤）

- 縄姫 参 岬あずさ（1月14日、MoveOn、撮影：ダーティ工藤）
- れいむ 岬あずさ vol.01～vol.07（3月18日、ジーウォーク、撮影：14，yムラミツ）
- 縄呪縛 弐 岬あずさ（3月18日、MoveOn、撮影：ダーティ工藤）
- デジグラ・デラックス 岬あずさ 001（5月13日、PAD）
- デジグラ・デラックス 岬あずさ 002（5月27日、PAD）
- 肉袒面縛 壱 岬あずさ（5月27日、MoveOn、撮影：ダーティ工藤）
- デジグラ・デラックス 岬あずさ 003（6月24日、PAD）
- デジグラ・デラックス 岬あずさ 004（7月22日、PAD）
- 縲絏 壱 岬あずさ（7月22日、MoveOn、撮影：ダーティ工藤）
- 着衣緊縛 vol.1 岬あずさ（10月14日、MoveOn、撮影：ダーティ工藤）

### 雑誌
- 月刊FANZA 2019年4月号（ジーオーティー） - インタビュー

## 出演

### ウェブテレビ
- アトラクティブ女学園 特別公開生放送（2020年7月18日、エンタちゃん・YouTubeチャンネル）[25]
- R18】横浜の名所で次々と。デビュー前に３００人。岬あずさの新ヤリ〇ン伝説！（2021年5月14日、はだかいっかん!ーBorn of a womanー・YouTubeチャンネル）
- 志村&鶴瓶のあぶない交遊録 大最終回スペシャル（2021年1月2日、ABEMA） - BOX美女 役　※テレビ朝日版は未出演
- ロンドンハーツABEMA特別編（2022年5月31日、ABEMA）アンケート協力[26]
- 新EXガールズオーディション（2023年1月31日 ‐ 3月25日、SPOOX EX）

### テレビ
- アトラクティブ女学園（2020年8月2日 - 、エンタ!959）[27]
- 本音でオナり酒（2020年11月12日、パラダイステレビ）[28]
- クイズおならで答えて！～桃の節句・屁な祭りSP！ 目指せ！温泉旅行～（2021年3月3日、パラダイステレビ）[29]

### 映画
- いんらん百物語 喜悦絶叫!（2022年7月29日公開、オーピー映画）監督:山内大輔 - アイリ 役 [30]
- ものの怪病院（2022年12月8日公開、OP PICTURES）監督:山内大輔 [31]

### オリジナルビデオ
- 夜王伝説 2　ネオン街の誘惑に踊る美女たち（2021年10月6日、彩プロ/竹書房）監督:山内大輔 [32]

### ゲーム
- ゲオTVドアップ25【EYEパネル出題】二つ名は「SとMを宿す眼力」（2020年10月1日、ゲオTV）[33][34][35]

### 舞台
- GIGAスーパーヒロインライブvol.4（2023年1月7日、秋葉原From Scratch）- セーラーセイントエルメス 役[36]